# Torre Spasskaja
La torre Spasskaja (in russo Спасская башня?, Spasskaja bašnja) è la torre principale del Cremlino di Mosca costruita nel 1491 dall'architetto italiano Pietro Antonio Solari. Nel 1624-1625 (e secondo altre fonti nel 1626), l'architetto scozzese Christopher Galloway costruì la torre con una cima a più livelli in stile gotico. Nel 1937, sulla cima fu posta una stella di rubino a cinque punte.

## Etimologia
Il nome originale della torre era Frolovskaja (Фроловская) o Frololavrskaja (Фрололаврская), derivante dalla chiesa di Floro e Lauro sulla Mjasnickaja ulica, dove la strada dal Cremlino conduceva attraverso questa porta. Durante il regno di Ivan III di Russia, lo sviluppo urbano si avvicinò ai bastioni e fu la causa principale della diffusione degli incendi, impedendo l'ingresso libero al Cremlino. Per ordine dello zar, i templi e le case in un raggio di 10 sažen' (circa 20 metri) dalla fortezza furono smantellati, compresa la chiesa di Floro e Lauro.
Per qualche tempo i cancelli furono chiamati "Porta di Gerusalemme" (in russo Иерусали́мские воро́та?, Ierusalimskie vorota) dalla chiesa in onore della domenica delle palme, ma il decreto dello zar Alessio Michajlovič del 17 maggio 1658 diede il nome ufficiale di Spasskaja, in riferimento alle icone del Salvatore di Smolensk (in russo Спас Смоленский?, Spas Smolenskij) e del mandylion del Salvatore, dipinte sui lati esterno e interno del cancello. Inoltre, fino alla fine del XVIII secolo, presso la Porta Moskvoreckij era situata la Chiesa del Salvatore Smolenskij dedicata alla cattura di Smolensk del 1654. Più tardi, anche la torre prese il nome dal cancello.

## Storia

### Costruzione
Durante il regno di Demetrio di Russia (1362-1389), nella parte orientale del Cremlino era presente la torre Frolovskaja di pietra bianca con un cancello di ferro. Durante la ricostruzione del 1464-1466, l'architetto Vasilij Ermolin decorò le pareti dell'edificio con rilievi raffiguranti i Santi Giorgio e Demetrio di Tessalonica. Durante l'incendio di Mosca del 1488, si bruciarono le pavimentazioni in legno dei tre piani della torre e la vicina capanna con i cannoni.
Durante il governo di Ivan III (1462-1505), fu avviata una ricostruzione su larga scala della fortezza a partire dalla realizzazione, sulla parte orientale, della nuova torre Frolovskaja. Le Letopisi (cronache dei Rus') confermano che fu costruita sul sito della vecchia torre o nelle sue immediate vicinanze. Il lavoro fu supervisionato dall'architetto milanese Pietro Antonio Solari, come testimoniano le lastre di pietra bianca con delle iscrizioni commemorative installate sopra il cancello d'ingresso della torre. Dall'esterno l'iscrizione è fatta in latino, dall'interno in antico slavo orientale.
| Antico slavo orientale | Russo moderno | Italiano |
| --- | --- | --- |
| В ЛѢТО • ҂Ѕ҃ЦЧѲ • І҆Ꙋ́ЛІА • БОЖЬЕЮ МИЛОСТИЮ҃ • СДѢЛАНА БЫⷭ҇ СЇА СТРѢЛНИЦА ПОВЕЛѢНЇЕМЪ II І҆Ѡ҃АННА ВАСІЛЬЕВІЧА ГДⷭ҇РА И҆̀ САМОДРЪЖЦА ВСЕѦ РꙊСИИ И • ВЕЛИКОГО КНЅ҃Ѧ ВОЛО//ДИМЕРЬСКОГО • И МОСКОВСКОГО • И НОВОГОРОДСКОГО • И ПСКОВСКОГО. И ТВЕРЪСКОГО • И ЮГ//ОРСКОГО • И҆ ВАТСКАГО • И ПЕРМЬСКОГО • И БОЛГАРСКОГО • И ИНЫⷯ В̾ Л҃-Е ЛѢ<Т>О ГДР//ЬСТВА ЕГО А • ДѢЛАЛ ПЕТРЪ АНТОНІС • Ѿ ГРАДА МЕДІѠЛАНА. | В лето 6999 [1491 год] июля божией милостию сделана бысть сия стрельница повелением Иоанна Васильевича государя и самодержца всея Руси и великого князя Володимерского и Московского и Новгородского и Псковского и Тверского и Югорского и Вятского и Пермского и Болгарского и иных в 30 лето государств его, а делал Пётр Антоний Солярио от града Медиолана. | Nel luglio 6990 [1491], la misericordia di Dio fu fatta dal comando di Ivan Vasili'evič, sovrano e autocrate di tutti i Rus' e gran principe di Vladimir e Mosca e Novgorod e Pskov e Tver' e Jugra e Bjatskij e Permia e Bulgaria e altri nei trent'anni del suo governo, e fece Pietro Antonio Solari dalla città di Mediolanum (Milano). |

La costruzione fu completata nel 1491. La base della struttura era un tetraedro con un portale, coperto dall'esterno da due bastioni laterali ed un barbacane usato per proteggere il cancello di passaggio. Se necessario, il passaggio veniva bloccato con una saracinesca di ferro, e il nemico rimaneva chiuso dentro. Il barbacane era aperto dall'alto, il che consentiva di bombardare il nemico dalla galleria del secondo piano. Per questo, i merli con feritoie erano situati nella parte superiore. Tale sistema di difesa è caratteristico dell'architettura militare russa alla fine del XV secolo ed è presente su tutte le torri del Cremlino. La torre Frolovskaja era considerata la principale tra le fortificazioni del Cremlino ed aveva una cupola di legno, sotto la quale erano collocati un orologio e delle campane d'allarme. Le persiane in ferro della Porta di Frolovskij furono dipinte su entrambi i lati con "fiori dorati." Per il movimento sicuro dei soldati, nello spessore delle pareti erano presenti delle passerelle lastricate. La galleria che collega le torri Frolovskaja e Nabatnaja fu successivamente realizzata con nuclei di pietra.
Durante il granducato di Basilio III di Russia (1505-1533), il fossato di Alevizov fu posato lungo le mura del cremlino tra la Moscova e il fiume Neglinnaja. Dalle porte Frolovskij, veniva lanciato un ponte levatoio in legno attraverso il corso d'acqua, ma a causa del traffico intenso fu presto sostituito da un ponte di pietra denominato "Spasskij". Sul ponte venivano esposte regolarmente i popolari lubki, e sulle spalline vi erano mendicanti, storpi e ciechi.

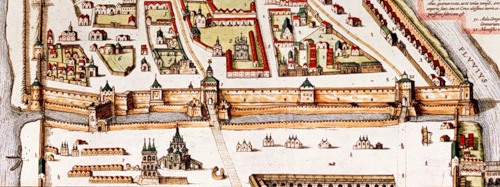
La torre Spasskaja e fossato di Alevizov nel XVII secolo.
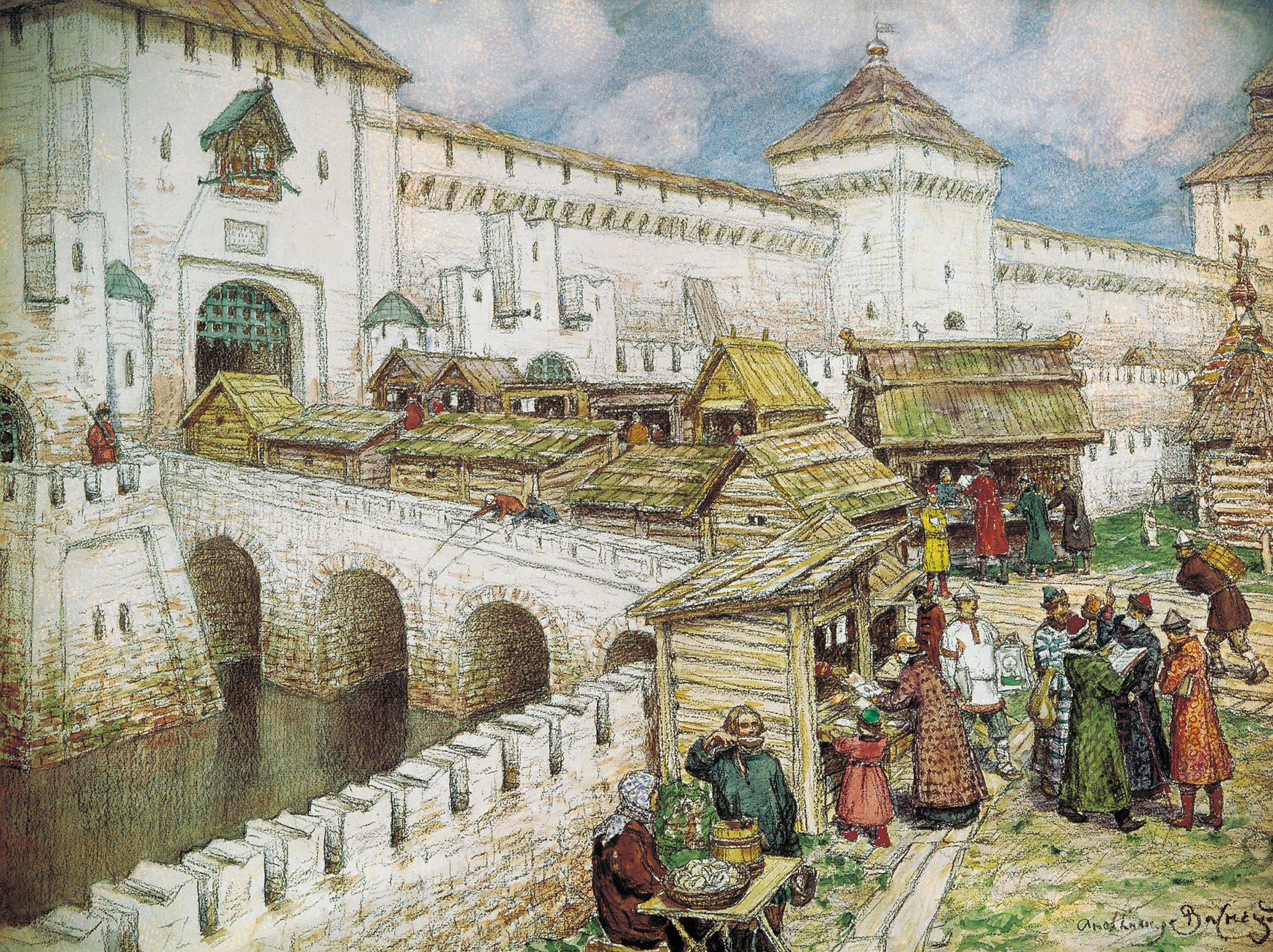
Librerie sul ponte Spasskij, Apollinarij Vasnecov, 1916.

### XVII secolo
Verso la fine del XVI secolo, sulla cima della torre fu posto un piano di legno con un'aquila bicipite; le informazioni sullo stemma con la base a forma di globo risalgono al 1611. Le decorazioni furono modificato e le descrizioni dei primi modelli non sono state conservate.

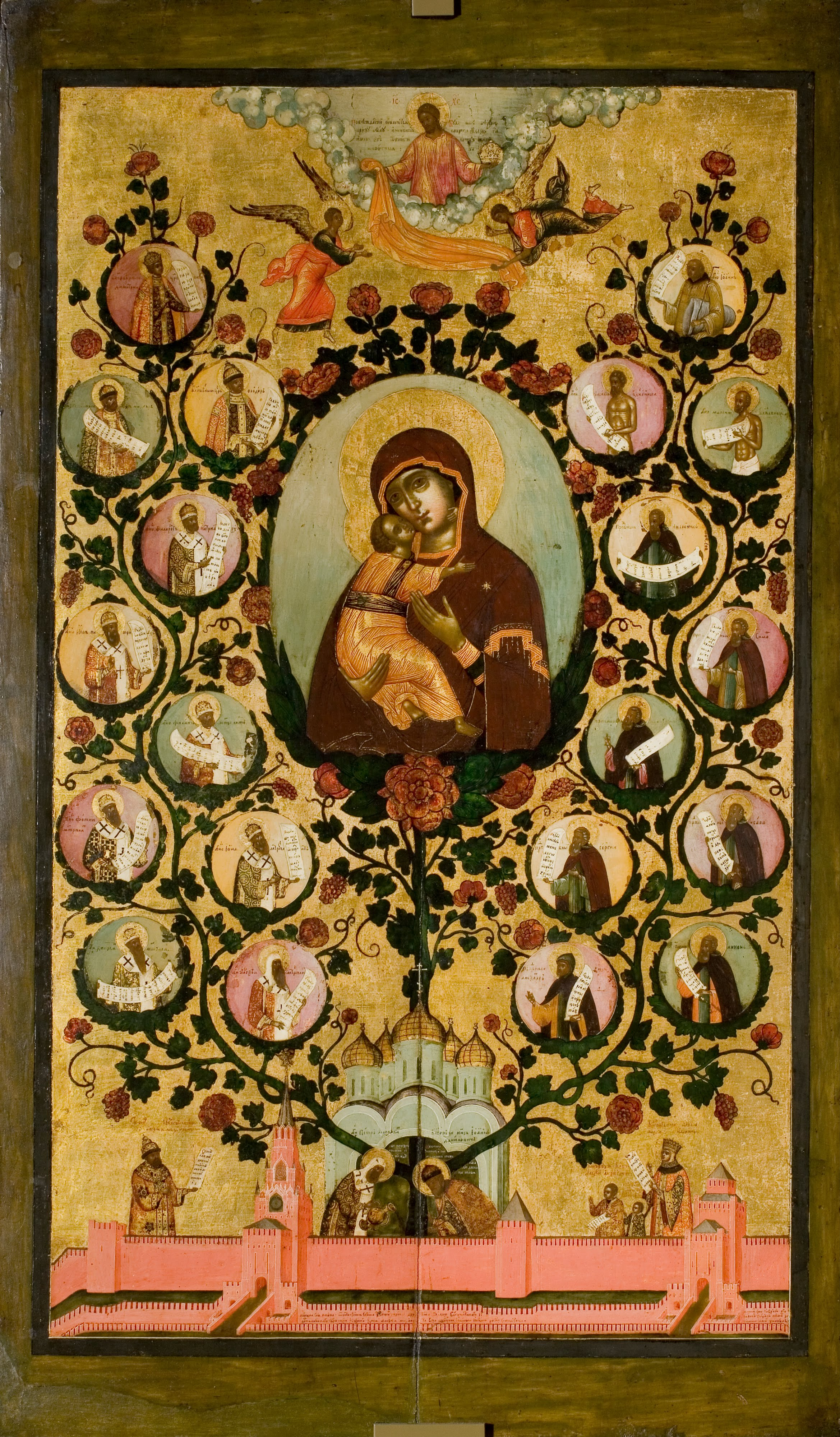
Simon Ušakov, L'albero dello Stato Russo, 1668, Galleria Tret'jakov.

Nel 1624-1625 (secondo alcune fonti, nel 1626), l'architetto scozzese Christopher Galloway eresse un'ulteriore torre a più livelli in stile gotico sopra la struttura originale. Il maestro russo Bažen Ogurcov prese parte ai lavori e completò i merli con un cornicione e degli archi a tutto sesto. Delle statue di pietra bianca in stile manierista furono poste nelle nicchie dell'arcata. Sopra il quadrangolo inferiore c'era un volume rettangolare a due piani, decorato con dettagli in pietra bianca, orologi e colonne agli angoli. La torre terminava con un livello ottagonale con archi e campate sormontate da una guglia di mattoni piastrellata. La soluzione compositiva della struttura era simile a quella della Tour Inimitable del Municipio di Bruxelles.

Per ordine dello zar Michele di Russia (1613-1645), le statue nude sulla torre furono coperte con teli di stoffa a trama singola cucite appositamente. Tuttavia, nel 1628, le statue furono gravemente danneggiate in un incendio e furono smantellate. Secondo altre fonti, subirono danni solo nel 1654, quando un incendio colpì anche la sovrastruttura della guglia e l'orologio della Torre Frolovskaja. Presto furono restaurati sia la torre che l'orologio. Nel 1658, per ordine dello zar, la Porta Frolovskaja fu ribattezzata in "Spasskaja" ed in seguito la torre fu chiamata Spasskaja.

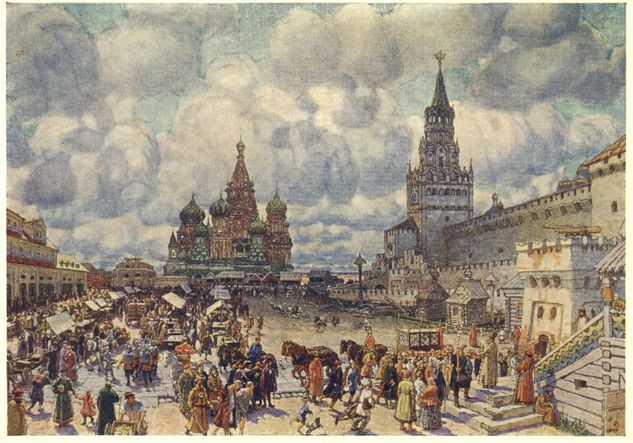
Apollinarij Michajlovič Vasnecov, La Piazza Rossa nella seconda metà del XVII secolo, 1925, Museo di Mosca.

Nel 1668, parte delle mura del Cremlino con la Torre Spasskaja furono ritratte nell'icona "L'albero dello Stato Russo" (in russo Древо государства Российского?, Drevo gosudarstva Rossijskogo) di Simon Ušakov. L'opera mostra che nel periodo contemporaneo il Cremlino aveva un colore rosso. L'imbiancatura del Cremlino fu menzionata per la prima volta nei testi scritti del 1680, mentre in un memorandum fu confermato che fino a quel momento la Porta Spasskaja aveva un color rosso mattone. L'edificio è stato decorato con piastrelle verdi in ceramica la cui tonalità è stata ottenuta attraverso l'uso di smalto al piombo e calamina di rame.

### XVIII secolo
All'inizio del XVIII secolo, su ordine dello zar Pietro I di Russia (1682-1725), furono effettuati dei rilievi dettagliati delle fortificazioni di Mosca. Durante la Grande guerra del Nord, temendo un attacco da parte delle truppe svedesi, lo zar ordinò di rafforzare il Cremlino.
Vicino alla Torre Spasskaja furono installate delle fortificazioni fatte di tronchi, mentre sulla parete posteriore fu eretto un muro di guardia con una galleria retta da pilastri di pietra.
Durante il regno di Pietro I, quando la corte imperiale si trasferì a San Pietroburgo, gli edifici del Cremlino iniziarono gradualmente a deteriorarsi. La torre Spasskaja fu gravemente danneggiata durante l'incendio della Trinità del 9 giugno 1737, a causa del quale furono bruciati i numerosi elementi in legno. A causa della fragilità della struttura interna, le campane della torre caddero e ne ruppero gli archi. Per ordine della zarina Elisabetta di Russia (1741-1762), il sito fu presto restaurato.

### XIX secolo
All'inizio del regno di Alessandro I di Russia (1801-1825), la Porta Spasskaja fu ricostruita e nelle sue vicinanze furono realizzati un portale con colonne corinzie e due cappelle di pietra. Le grate e i bastioni fatiscenti dell'epoca di Pietro il Grande furono rimossi, il fossato di Alevizov fu riempito e il ponte Spasskij fu smantellato. A quel tempo, la casa della guardia e dell'orologiaio erano situate vicino alla torre.
Durante l'occupazione francese di Mosca del 1812, nel contesto della campagna di Russia, Napoleone Bonaparte fece preparare il Cremlino per una possibile difesa. Davanti alla porta Spasskaja furono ammucchiati tronchi e masse di terra. Quando le truppe francesi lasciarono la città, progettarono di minare il Cremlino ma i russi riuscirono a liberarlo in tempo.
La torre Spasskaja era considerata il passaggio principale del Cremlino, quindi la sua porta veniva regolarmente ristrutturata: venivano chiuse le crepe, si riapplicava l'intonaco e si sostituivano le parti marce. Nel 1820 e nel 1830, la torre fu ristrutturata sulla base del progetto dell'architetto Ivan Mironovskij. Nel 1831 furono completamente sostituite le persiane a battente in rovere; due anni dopo furono realizzate per loro speciali chiavi con il monogramma dello zar Nicola I di Russia (1825-1855), e realizzate dall'orologiaio della torre V. J. Lebedev. Furono custodite dal comandante di Mosca e nel 1887 furono trasferite per essere conservate nel Palazzo dell'Armeria. La Spasskaja veniva abbondantemente decorata con ghirlande e luci per le incoronazioni degli zar.
Nel 1861 iniziò una ricostruzione su larga scala degli edifici del Cremlino, durante i quali furono rinnovati il rivestimento delle pareti, gli archi a tutto sesto e le cinture arcuate, ripristinando le merlature fatiscenti e le sezioni delle pareti della modanatura a tenia. Un anno dopo, l'artista Jean Baptiste Artari restaurò le icone sopra il cancello, dipingendo le pareti e le volte dei frammenti sopravvissuti. Tra il 1866 e il 1868 fu effettuato un importante restauro, durante la quale furono smantellati il portale e il tetto spiovente. Le cappelle erette su progetto dell'architetto russo Giuseppe Bove vicino all'entrata della porta furono sostituite da due nuove.

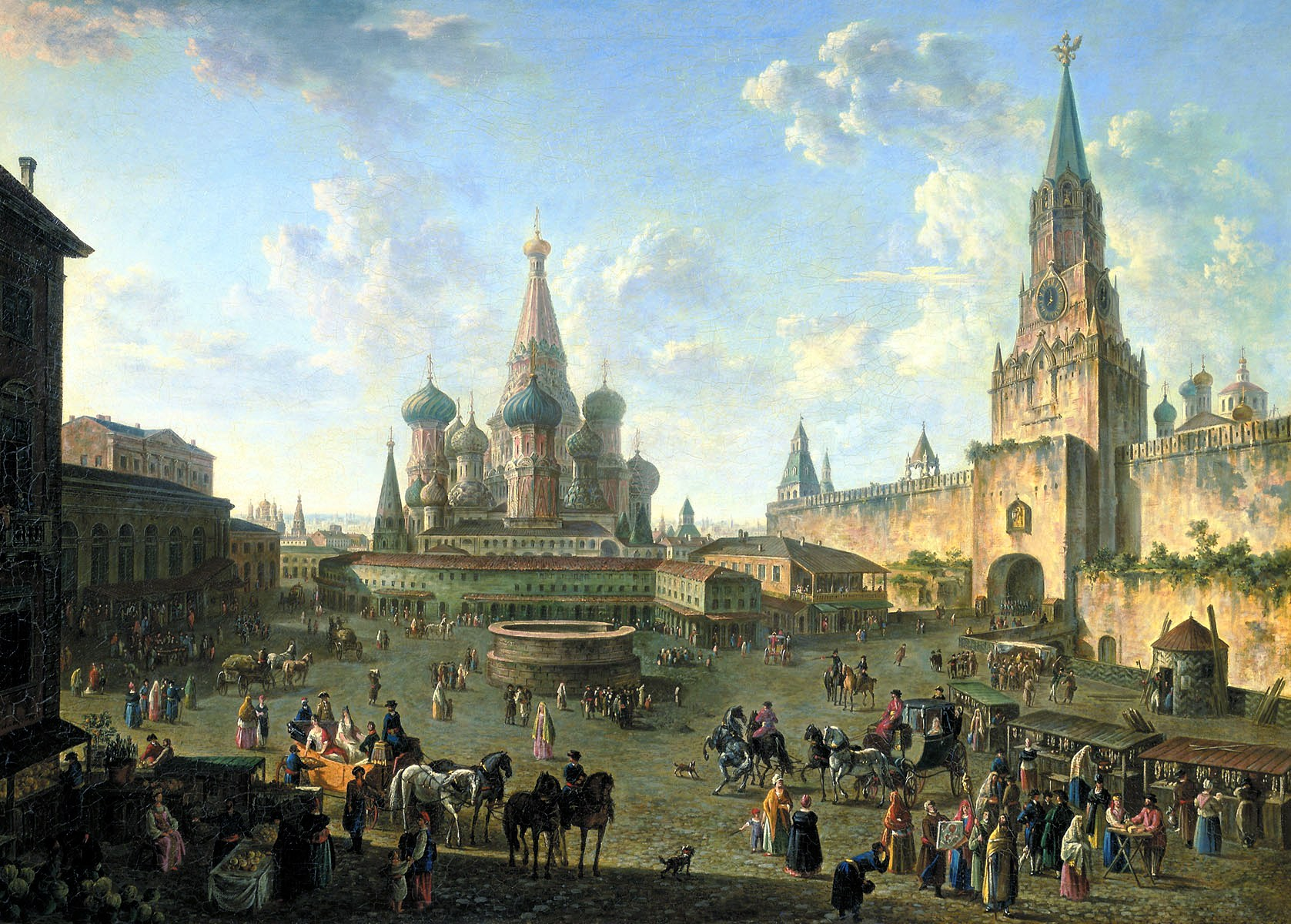
Fëdor Jakovlevič Alekseev, La Piazza Rossa a Mosca, 1801, Galleria Tret'jakov.
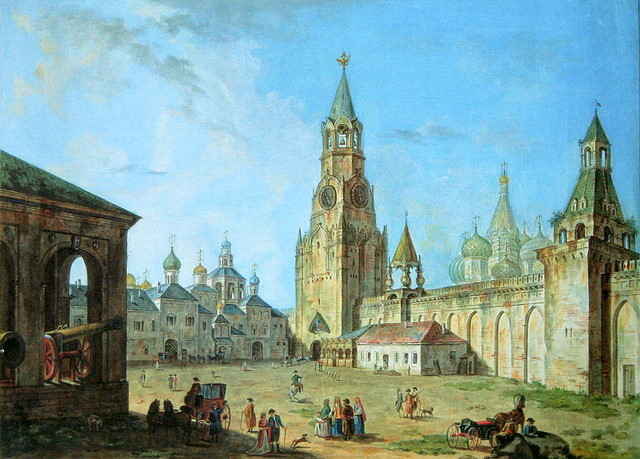
Fëdor Jakovlevič Alekseev e allievi, La Porta Spasskie e il Monastero dell'Ascensione nel Cremlino, 1800-1802.
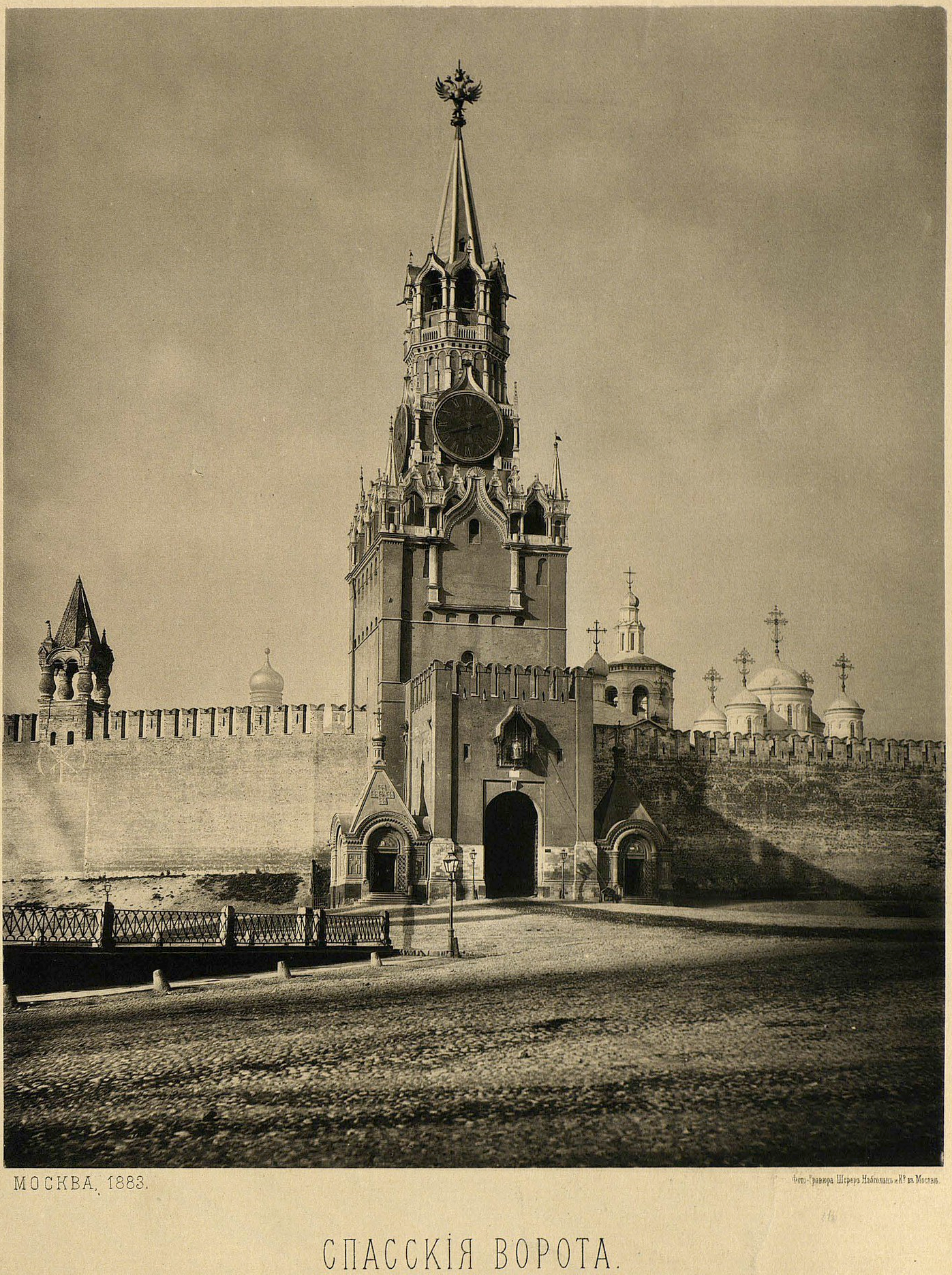
La torre Spasskaja nel 1883.

### XX e XXI secolo
Nel 1912, lo storico Sergej Bartenev indicò le seguenti dimensioni della Torre Spasskaja:
- Altezza: 34 sažen' (circa 68 m)
- Perimetro di base: 29 sažen' (circa 58 m)
- Altezza della parte inferiore: 14 sažen' (circa 28 m)
- Altezza della parte superiore: 20 sažen' (circa 40 m)
- Numero di piani: 10.

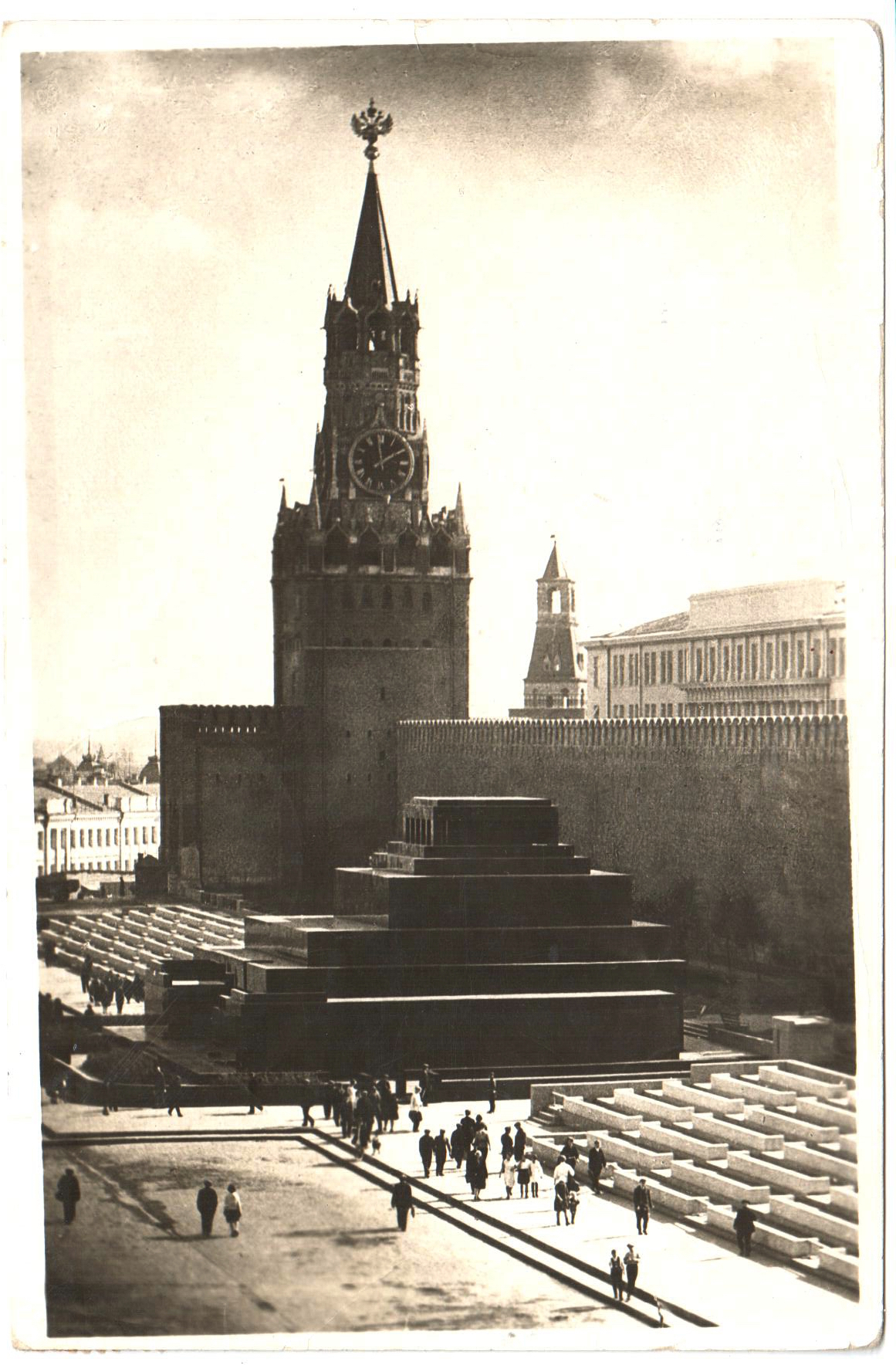
Scorcio della Piazza rossa con la Torre Spasskaja e il mausoleo di Lenin in una cartolina del 1935. Da notare l'aquila zarista sulla cima della Spasskaja.

Durante la rivoluzione d'ottobre del 1917, la Porta Spasskaja, le cappelle e gli orologi furono gravemente danneggiati dai bombardamenti. Successivamente, la torre fu ricostruita sotto la direzione dell'architetto Nikolaj Markovnikov. Le cappelle furono restaurate nel 1921 sotto la guida di Il'ja Bondarenko, I. V. Pylskij e Aleksandr Latkov. Tuttavia, nel 1925 furono smantellate.
Nel 1935, furono rimosse le aquile zariste poste sulla cime della torri e furono sostituite da stelle a cinque punte incastonate di gemme e con falce e martelli, mentre nel 1937 furono rimpiazzate da stelle rosse di rubino.
Durante la seconda guerra mondiale, gli edifici del Cremlino furono camuffati per evitare il bombardamento nemico della fortezza. Le stelle rosse sulle torri furono spente e coperte da scudi di legno. Nonostante le precauzioni, i contorni del Cremlino erano abbastanza visibili nelle strade vicine. Nel marzo del 1942, il Cremlino subì dei bombardamenti ed una delle bombe esplose tra le torri Spasskaja e Nabatnaja, ma subirono pochi danni. Nell'aprile del 1945, il camuffamento e le protezioni furono rimosse. Durante la ricostruzione del dopoguerra, fu realizzato un tetto di rame per la guglia della Torre Spasskaja, simili a delle piastrelle. Secondo altre fonti, una nuova copertura fu installata solo venti anni dopo durante il successivo restauro.
Nel 1973 furono realizzate ampie opere importanti negli edifici del Cremlino sotto la direzione degli architetti A. V. Vorob'ëv e A. I. Chamcov, con un restauro degli elementi in pietra bianca e degli elementi rovinati. Le pareti e gli archi della struttura presentavano crepe, quindi furono rinforzate con massetti d'acciaio e strutture in cemento armato. Fino agli anni novanta, soltanto le torri Spasskaja e Nikol'skaja erano illuminate di notte con speciali riflettori esterni. Successivamente, apparecchiature simili furono installate vicino ad altre fortificazioni.
Tra il 2014 e il 2015, la Torre Spasskaja è stata restaurata. Durante i lavori, le lastre in vetro della stella sono state aggiornate, i quadranti dell'orologio sono stati restaurati, la muratura e gli elementi in pietra bianca sono stati ripuliti.

## Descrizione

### Architettura

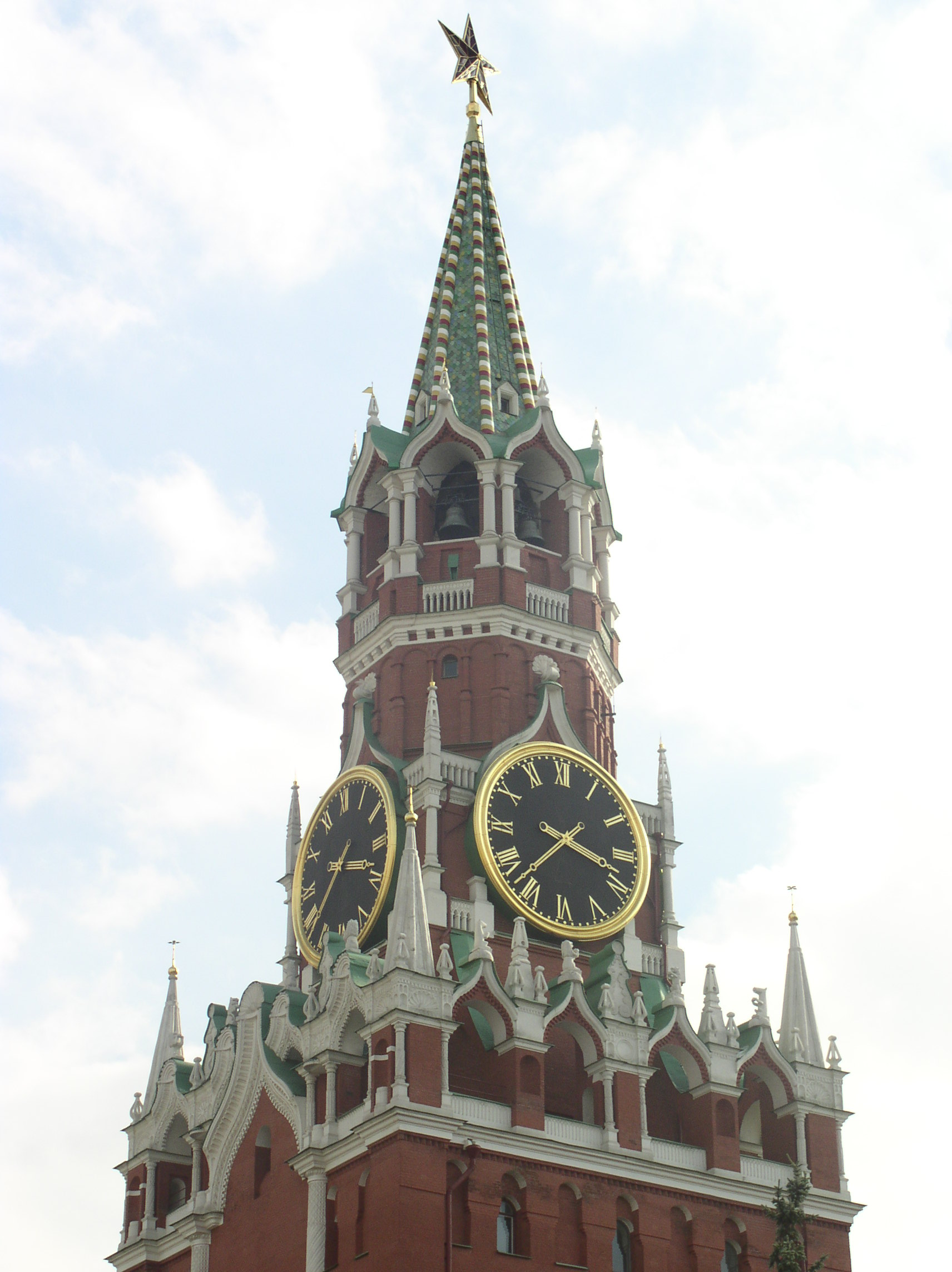
Livelli superiori della torre, 2005.

La struttura della torre è realizzata in mattoni rossi dal peso di 8 kg ciascuno. Per il seminterrato e l'arredamento architettonico sono stati utilizzati mattoni sagomati. Le doppie pareti della struttura sono fissate con fermi in pietra e dotate di gallerie di passaggio, scale in pietra e legno.
La parte inferiore della Spasskaja è rappresentata da un parallelepipedo allungato: nella parte superiore di ciascuno dei suoi lati ci sono sette finestre semicircolari, evidenziate da una cintura di pietra bianca. In cima al volume ci sono finestre allungate semi-bloccate. Dal lato verso la Piazza Rossa e verso l'interno del Cremlino, le facciate sono decorate con frontoni gotici poggianti su colonne doriche. Su tutti i lati, il volume tetraedrico è coronato da una serie di archi decorati con torri e guglie di pietra bianca e colonne scolpite. Sono incorniciati da dentelli e sormontati da una cintura di piccole conchiglie e fori circolari. Sulle punte degli archi delle finestre sono situate delle sculture di leoni mitologici e orsi che reggono aste di bandiere e sfere. Gli angoli quadrangolari sono accentuati da piramidi di pietra bianca con banderuole dorate.
La parte superiore della torre è rappresentata da un quadrante con un orologio, sopra il quale si alza un volume ottagonale, decorato con archi, colonne e balaustre. Si concludono con un tetto ottagonale con campate gotiche separate da doppie colonne.
Il barbacane ha conservato le forme architettoniche del XV secolo ed è formato da un rettangolo, ovvero il volume inferiore della torre. La struttura non ha un tetto ed è decorata con una serie di denti nella parte superiore lungo il perimetro. Gli angoli sono decorati con lesene e basi. All'esterno della Porta Spasskaja è presente una copia della targa di pietra danneggiata. Non è noto l'anno in cui è stata rimossa l'originale, ma è conservata negli archivi dei musei del Cremlino e contiene la seguente iscrizione in latino:

### Orologio

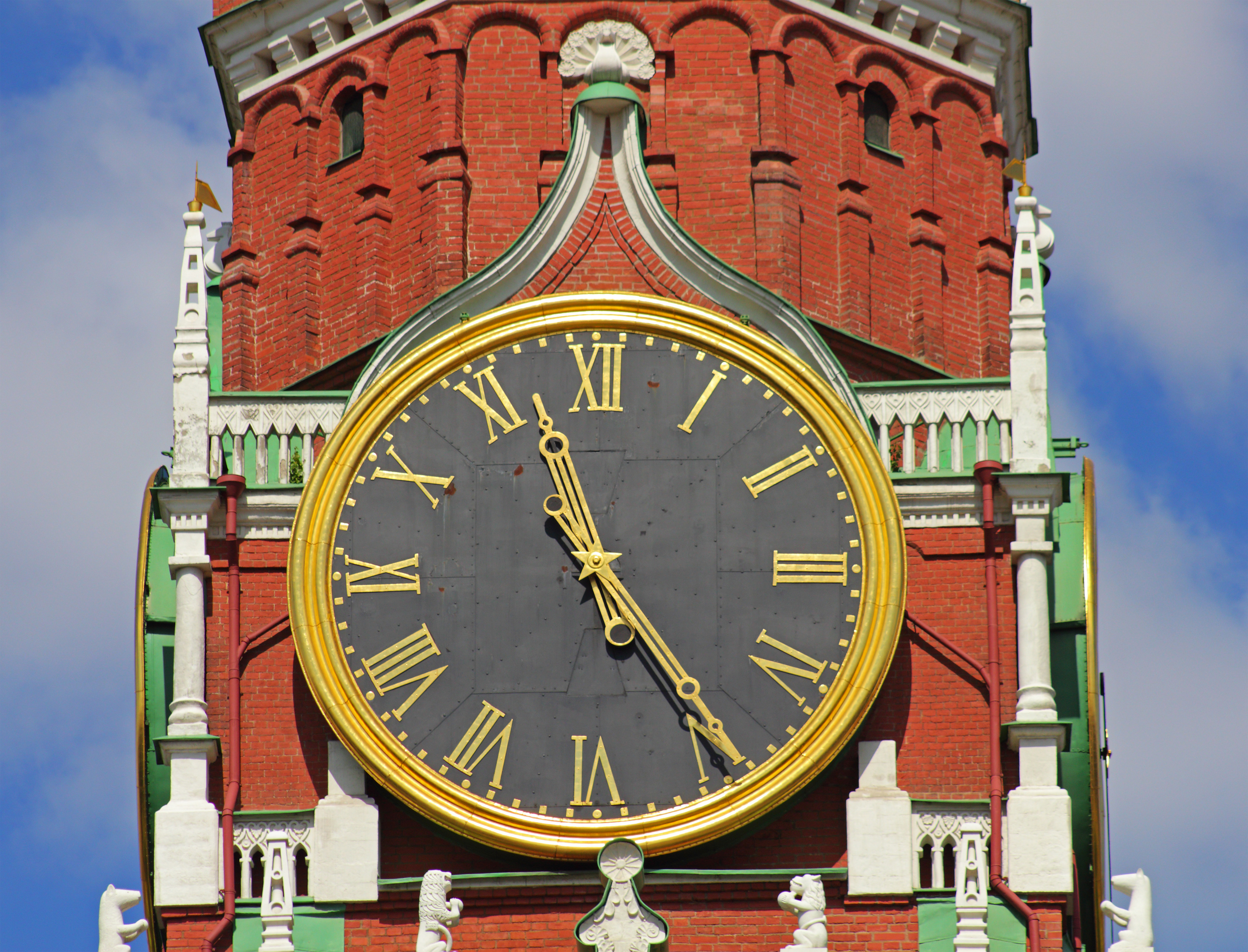
L'orologio della torre Spasskaja, 2012.

I quadranti dell'orologio della Spasskaja sono posti sui tutti e quattro i lati. Il diametro di ciascuno di essi è di 6,12 metri, l'altezza dei numeri romani è di 0,72 metri. La lunghezza della lancetta delle ore è di 2,97 metri, mentre quella dei minuti è lunga 3,27 metri. Il bordo, i numeri e le frecce del meccanismo sono dorati e la massa totale della struttura raggiunge le 25 tonnellate. Sono presenti dieci campane, la cui massa supera ciascuna i 300 kg. È inoltre installata una campana che pesa più di due tonnellate. Il meccanismo occupa il decimo livello della torre.
Secondo alcune fonti, l'orologio fu installato sulla torre subito dopo la costruzione della stessa nel 1491, ma gli orologiai della Spasskaja furono per la prima volta menzionati nelle cronache solo nel XVI secolo, e alcuni ricercatori ritengono che il meccanismo sia stato installato nello stesso periodo. L'orologio era situato solo sulla Torre Spasskaja e serviva a indicare il tempo dell'evangelizzazione della chiesa in tutta la città. Con decreto di Pietro I nel 1705, l'orologio fu rifatto secondo la "maniera tedesca" con un quadrante di dodici ore. Nel 1851-1852, i fratelli Nikolaj e Ivan Butenopy realizzarono dei nuovi campanelli. Il meccanismo occupava i piani dall'ottavo al decimo. Alle ore sei e dodici, le campane suonavano la marcia del Reggimento Preobraženskij, mentre alle tre e alle nove veniva intonato l'inno Kol’ slaven naš Gospod’ v Sione del compositore Dmytro Bortnjans'kyj.
Dopo le riparazioni del 1918, le campane suonavano L'internazionale a mezzogiorno e Vy žertvoju pali a mezzanotte. I rintocchi dell'orologio venivano trasmessi anche via radio. A partire dal 1938, non furono suonate più melodie e le campane battevano soltanto le ore e i quarti.
Con l'inaugurazione di Boris El'cin nel 1996, le meccaniche dell'orologio furono aggiornati in modo da poter eseguire il Canto patriottico alle dodici e alle sei, e Slav'sja alle tre e nove, tratto dall'opera Una vita per lo Zar del compositore Michail Glinka. Dopo il restauro del 1999, le campane hanno iniziato a suonare il nuovo inno della Federazione Russa, approvato ufficialmente nel 2000.

### Aquila bicipite e stella rossa
Nel XVI secolo, fu posta un'aquila bicipite, simbolo del potere imperiale, sulla cima della torre Spasskaja. Si presume che la prima versione fosse stata realizzata in legno, ma verso la fine del XIX secolo le punte venivano fatte di rame dorato. L'ultima versione dell'aquila fu installata sulla Spasskaja nel 1912.
Nel 1935, in occasione del diciottesimo anniversario della Rivoluzione d'Ottobre, si decise di sostituire l'aquila della Torre Spasskaja con una stella a cinque punte con falce e martello. L'opera fu realizzata secondo gli schizzi dell'artista Fëdor Fedorovskij e fu decorata con gemme degli Urali. Nel maggio del 1937, la stella fu sostituita con una in rubino in grado di ruotare in base alla direzione del vento. La stella era illuminata da lampade autonome con una potenza di 5 kilowatt ciascuna.
Dopo la dissoluzione dell'Unione Sovietica, vari personaggi pubblici di stampo conservatore hanno ripetutamente espresso proposte per ripristinare le aquile bicipiti. Tale iniziativa è sostenuta dalla Chiesa ortodossa russa, dai movimenti Narodnyj sobor, Vozraščenie e altri.

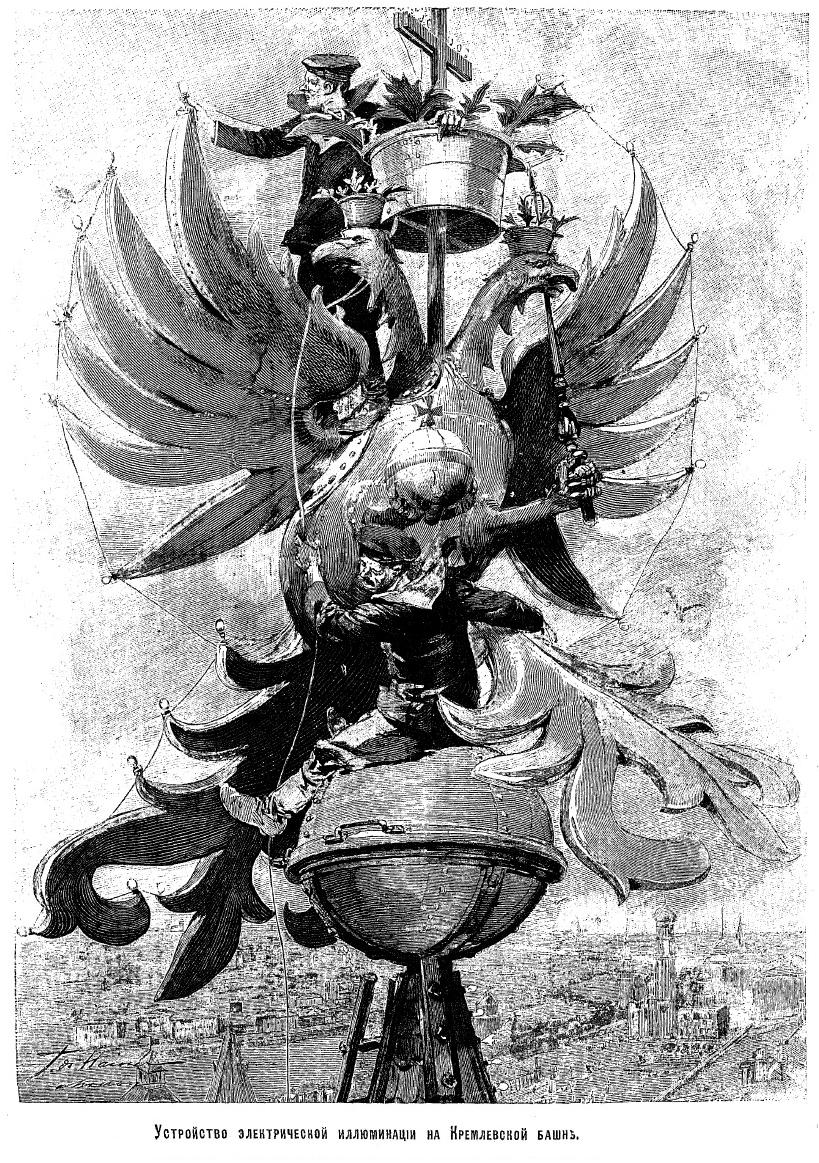
L'aquila bicipite sulla Torre Spasskaja in un'illustrazione del 1896.
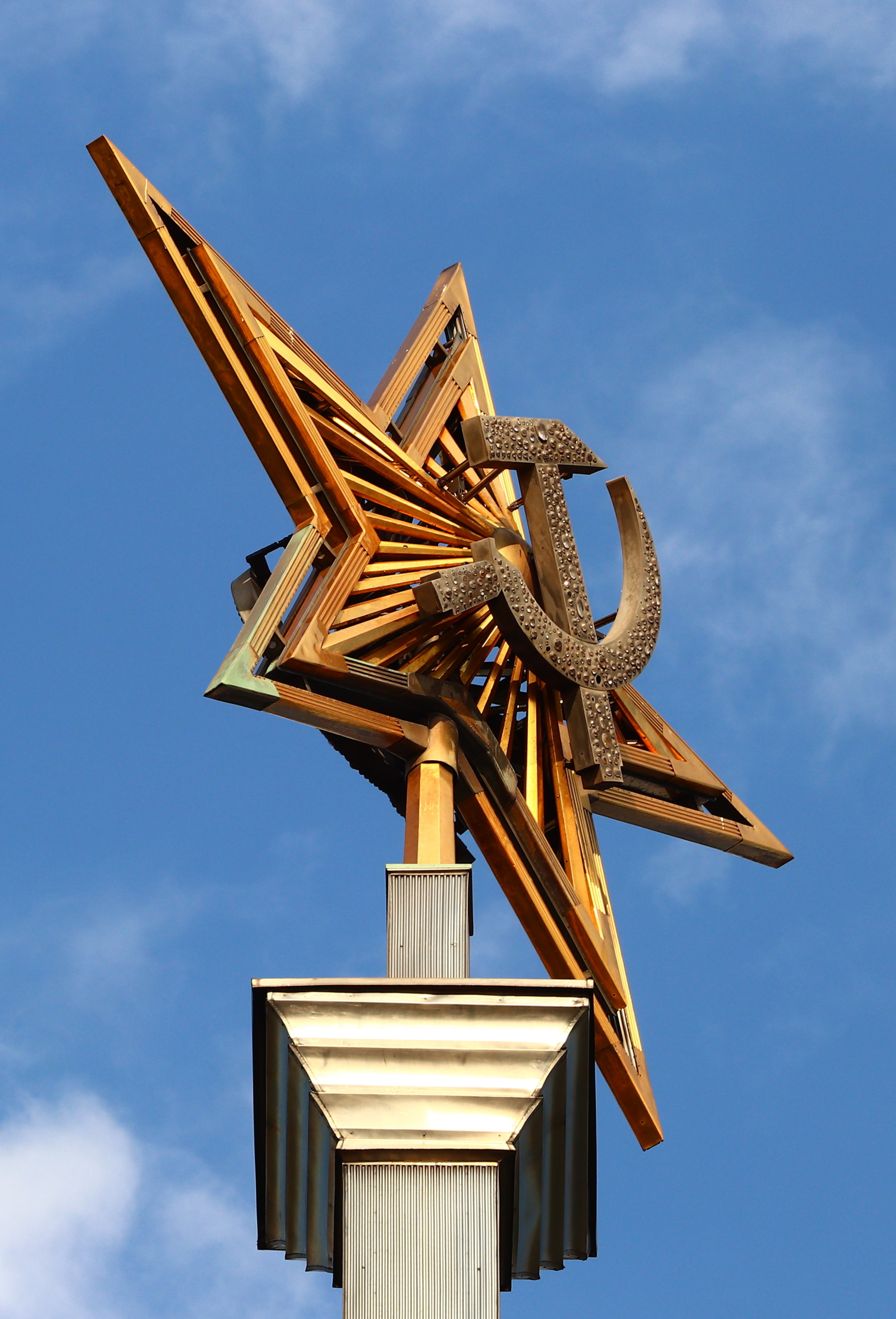
La stella con falce e martello della Stazione fluviale settentrionale di Mosca, inizialmente posta su una delle torri del Cremlino.
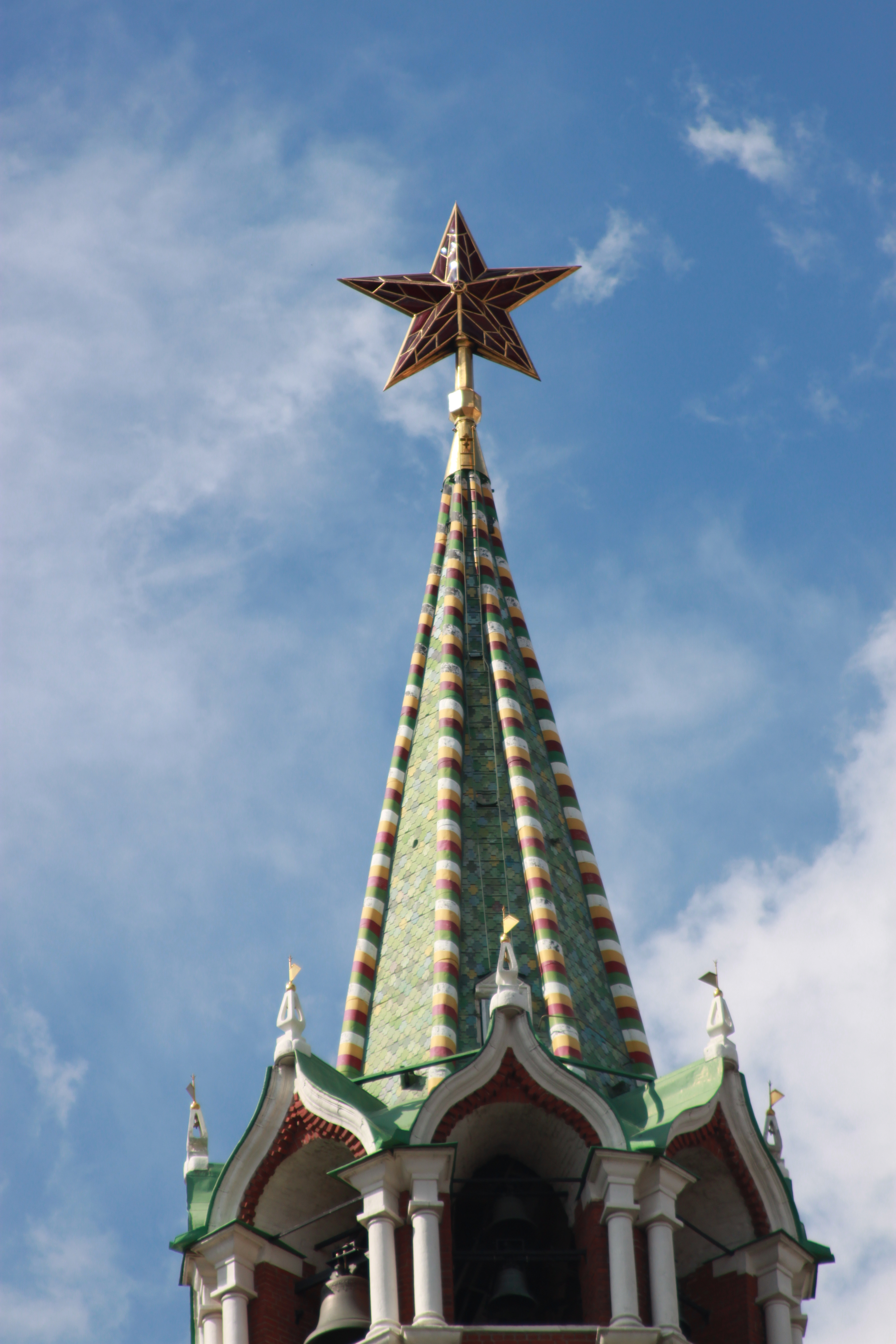
La stella rossa della Spasskaja, 2011.

## Importanza

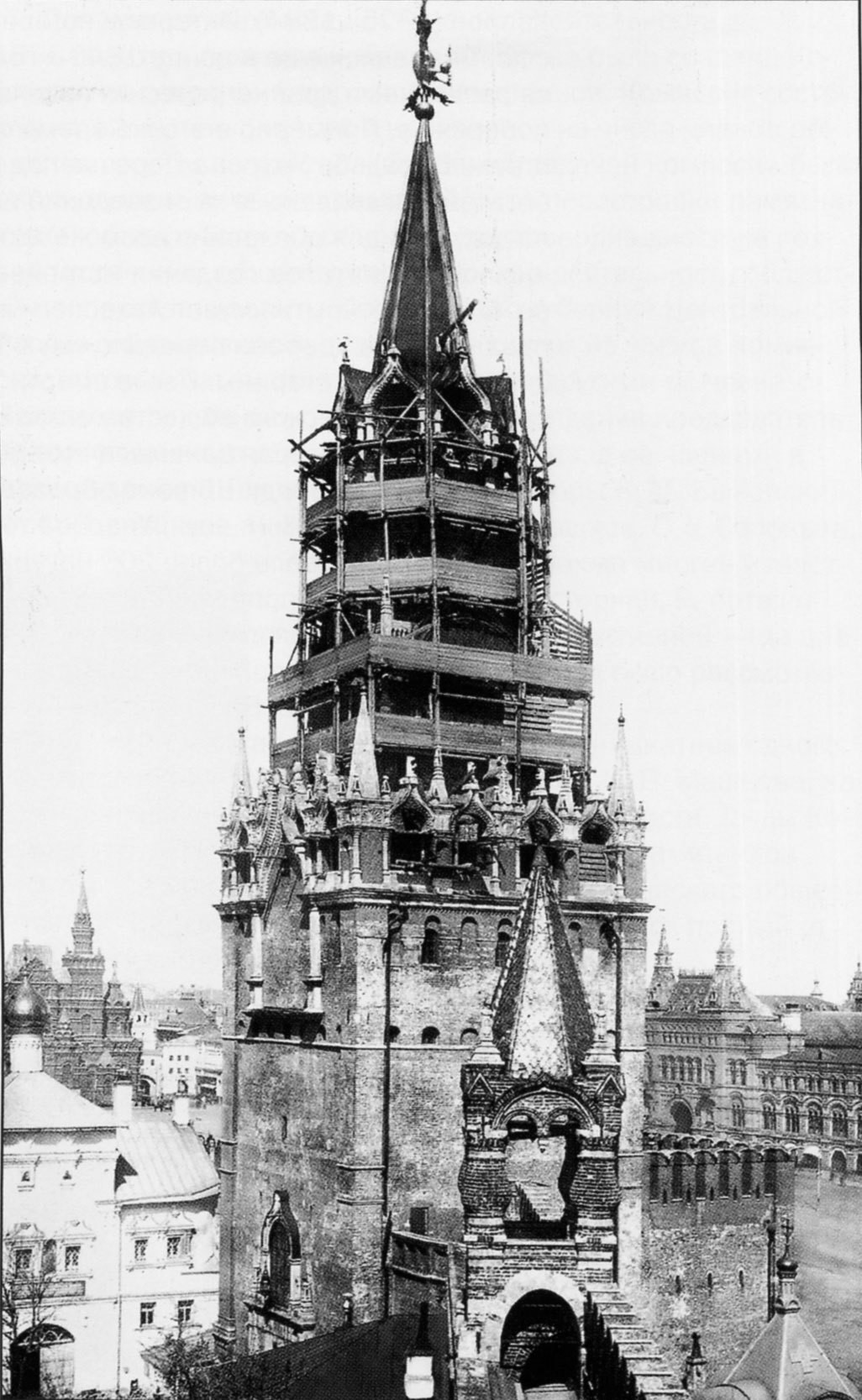
Restauro della Spasskaja, 1912.

La porta Frolovskie era il passaggio principale del Cremlino ed era considerata santa. Era vietato cavalcarvi attraverso, mentre gli uomini di passaggio si toglievano il cappello di fronte all'immagine del Salvatore all'esterno dell'edificio. La popolazione credeva che l'iscrizione latina sopra il cancello lanciasse una maledizione contro coloro che passavano con il copricapo. Vicino alla torre, si tenevano riti religiosi per benedire l'acqua, il che conferma lo status di sacralità dell'edificio. Secondo lo storico Aleksej Malinovskij, questa tradizione era nata sotto il dominio dello zar Michele di Russia. Le celle del monastero dell'Ascensione (Voznesenskij monastyr') confinavano con la torre, dove viveva la madre del sovrano Ksenija Šestova, dopo esser diventata inokinja Marta Ioannovna. Probabilmente, la presenza di Strel'cy in servizio al cancello richiedeva ai cittadini di togliersi il copricapo di fronte alle camere della suora. La tradizione divenne radicata e nel 1648 fu resa ufficiale con decreto dello zar Alessio Michajlovič. La pena per chi disobbediva all'ordine era di fare cinquanta inchini in ginocchio per terra. Lo storico Ivan Snegirëv riporta una credenza secondo la quale, durante l'entrata delle truppe di Napoleone al Cremlino, una forte raffica di vento strappò il cappello dell'imperatore francese. Lo scrittore spagnolo Juan Valera scrisse:
Il cancello era l'ingresso principale del Cremlino per i reggimenti militari e gli inviati stranieri. Quindi, dopo l'assedio di Kazan', Ivan IV entrò solennemente nella fortezza attraverso la strelitzia della Frolovskaja. Marina Mniszech, la moglie del falso Dimitri I di Russia, lasciò il Cremlino dalla Spasskaja: le guardie Streleckij e Opasnyj erano in servizio sulla porta, mentre nelle vicinanze c'erano i cortili della guardia Pribylyi, che accompagnava nei viaggi i membri della famiglia reale. Prima dell'incoronazione, tutti gli zar, a partire da Michele di Russia, entravano solennemente nel Cremlino attraverso la Torre Spasskaja. Vi passavano anche tutte le processioni religiose e, in occasione della domenica delle palme, la strada era coperta di stoffa rossa e decorata con salici. Presso la porta Spasskaja venivano esposte icone ritenute miracolose e provenienti da tutto il paese. Vicino al cancello, era presente una scatola per le petizioni e le richieste al sovrano, rimossa successivamente da Pietro I.
Durante il periodo sovietico, il comandante delle forze armate attraversava la Torre Spasskaja per sfilare sulla Piazza rossa, dirigendo anche il cambio della guardia d'onore presso il mausoleo di Lenin.
Per celebrare il centenario della città di Orël nel 1966, una copia della torre Spasskaja in compensato fu installata sopra l'ingresso della principale stazione ferroviaria.
In onore della Torre Spasskaja, ogni anno viene organizzato un festival internazionale di musica militare sulla Piazza Rossa.

## Icone

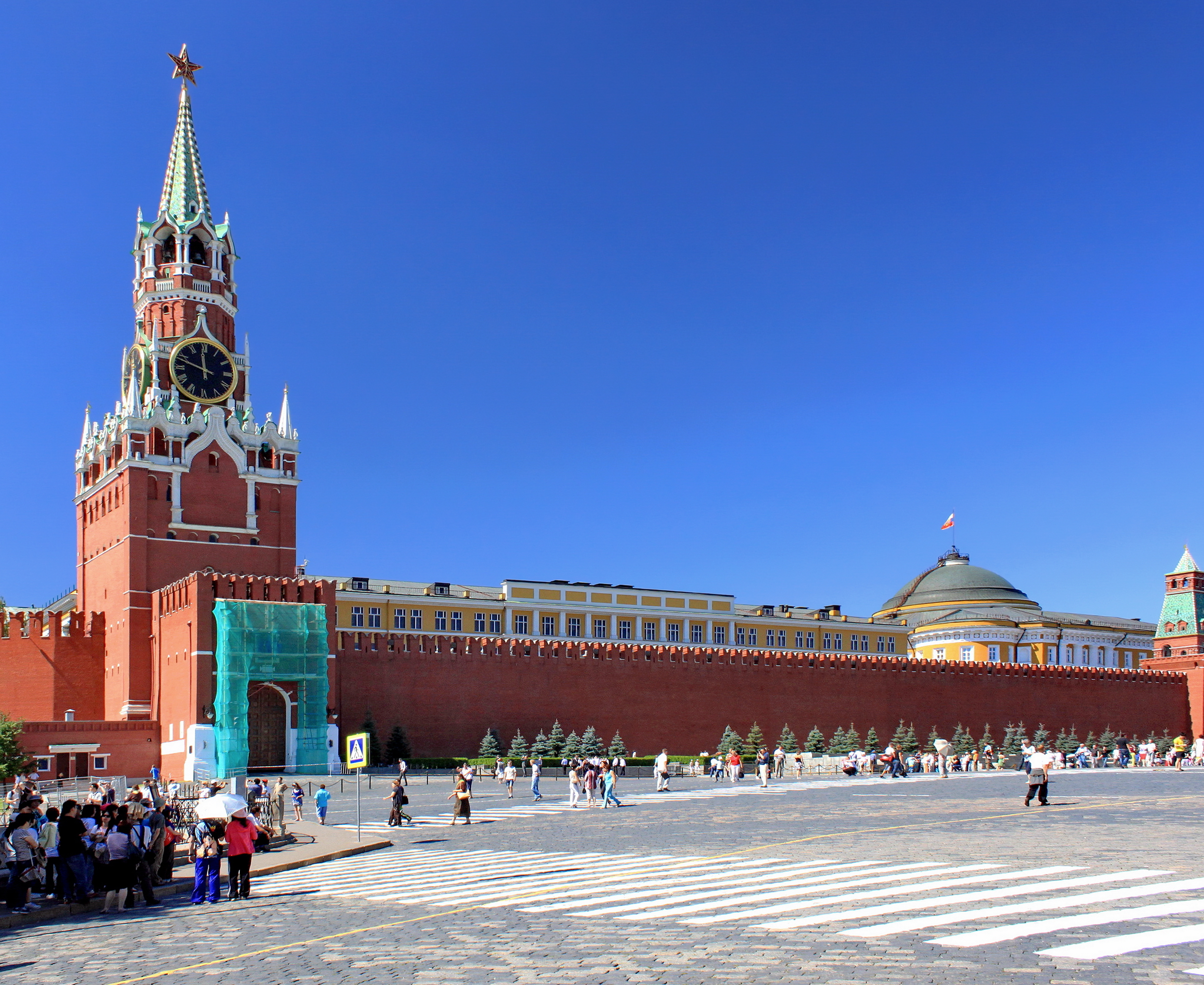
Restauro dello Spas Smolenskij, 2010.

La data esatta della creazione delle icone della torre è sconosciuta, ma si presume che risalgano alla fine della guerra russo-lituana del 1512-1522. Secondo la Stepennaja kniga, durante l'invasione del 1521 attuata dal Khan della Crimea Mehmed I Geray (1465-1523) nei territori del Granducato di Mosca, una delle suore anziane del Monastero dell'Ascensione pregò per la salvezza della capitale. Durante una delle preghiere, la suora sognò l'uscita dal Cremlino attraverso la Porta Frolovskaja di una processione religiosa con molti sacerdoti, diaconi e frequentatori di chiese "al suono delle campane". Il corteo era seguito da vescovi, tra cui i santi di Mosca Pietro, Alessio, Giona e Leontij.I partecipanti alla processione portavano l'icona della Theotokos di Vladimir e altre immagini, croci e gonfaloni. Quando la processione si avvicinò al Lobnoe mesto, i monaci Sergio di Radonež e Varlaam Chutynskij si fecero avanti per incontrarla. I santi di Mosca ammetterono che stavano lasciando la città "per volontà di Dio per i peccati degli abitanti di Mosca". Dopo di che i santi invitarono i partecipanti della processione a pregare la Madre di Dio per la salvezza della città. Al termine del servizio, i sacerdoti perquisirono tutti gli angoli della capitale e tornarono nelle mura della fortezza. Secondo la leggenda, questa visione è stata osservata anche da altri residenti di Mosca. Quando il Khan Mehmed I Geray si ritirò dal Cremlino, in memoria del presagio miracoloso, l'icona del Cristo Salvatore fu realizzata sulla parete orientale della Torre Spasskaja, mentre quella della Vergine fu disegnata a ovest. A partire dal 21 maggio 1521 del calendario giuliano, venne organizzata nella capitale una processione religiosa verso la Chiesa dell'icona della Madre di Dio di Vladimir.

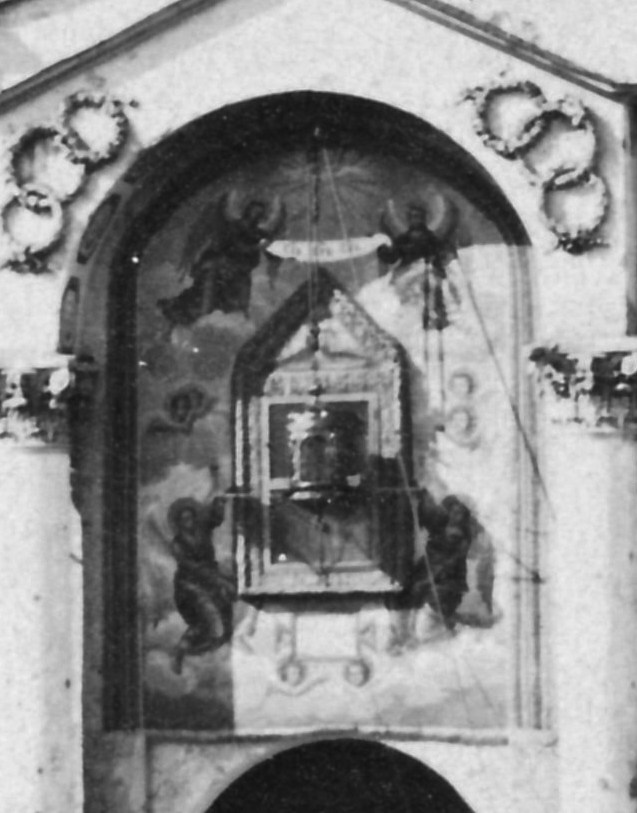
Affresco intorno all'icona del Santo Salvatore, 1865.

Nonostante la dubbia veridicità della leggenda, si conosce che alla fine del XVI secolo fu posto una iconoteca (kiot) sopra la postazione degli strel'nici, probabilmente già occupato dall'icona del Santo Salvatore. Tuttavia, si ritiene che l'icona sia apparsa nel XVII secolo dopo l'epidemia di peste che colpì la Russia tra il 1654 e il 1655.

### Spas Smolenskij
Sopra la targa commemorativa sul lato est del cancello, vi è un affresco raffigurante il Salvatore in età adulta. Nella mano sinistra tiene il Vangelo, che si rivela nelle parole "Vengano da me tutti coloro che lavorano e sono gravati" (in russo "Приидите ко мне вси труждающиися и обремененнии"?, "Priidite ko mne vsi truždajuŝiisja i obremenennii"). Ai suoi piedi vi sono i santi Sergio di Radonež e Varlaam di Chutynskij. Pavel Aleppskij, che visitò Mosca a metà del XVII secolo, fece una delle prime descrizioni dell'icona:
Davanto all'icona vi erano una lampada e una lanterna dorata, che veniva abbassata due volte al giorno per poter accendere le candele. I primi riferimenti ad esse si trovano nella Gazzetta del Sinodo del 22 febbraio 1722, nella quale si affermò che la lanterna era stata posta per ordine di Maria Alekseevna, moglie dello zar Alessio Michajlovič, e fu prelevata dalla sua stanza quando aveva circa quindici anni. Secondo l'ordine degli artiglieri, per controllare la lanterna e la vendita delle candele, Anisija Petrova rimase accanto all'immagine, ruolo precedentemente occupato dallo zio Timofej Il'in. A metà del XVIII secolo, venivano svolte regolarmente funzioni e preghiere davanti l'icona; le offerte e le entrate della vendita di candele appartenevano al clero della Cattedrale dell'Intercessione della Madre di Gesù sul Fossato. I condannati a morte sulla Piazza Rossa pregavano l'immagine dello Spas Smolenskij.

#### Storia
Durante l'incendio della Trinità, l'immagine del Salvatore fu "bruciata" e venne successivamente restaurata nel 1738. La prima menzione dell'esistenza di un baldacchino di latta sopra l'affresco risale a questo periodo. L'icona era racchiusa in una cornice di pietra - il kiot - con una cornice di vetro. Per tradizione, veniva aperta a Natale e per tutta la Settimana santa, così come nel giorno della celebrazione dell'icona nel 1 agosto del calendario giuliano. Nei documenti del 1767 viene menzionata la riza che copriva l'icona. Dopo diciotto anni, il baldacchino fatiscente fu sostituito con uno nuovo fatto di latta inglese. Le campiture ai lati del volto del Salvatore, le aureole e le stelle furono dorate.

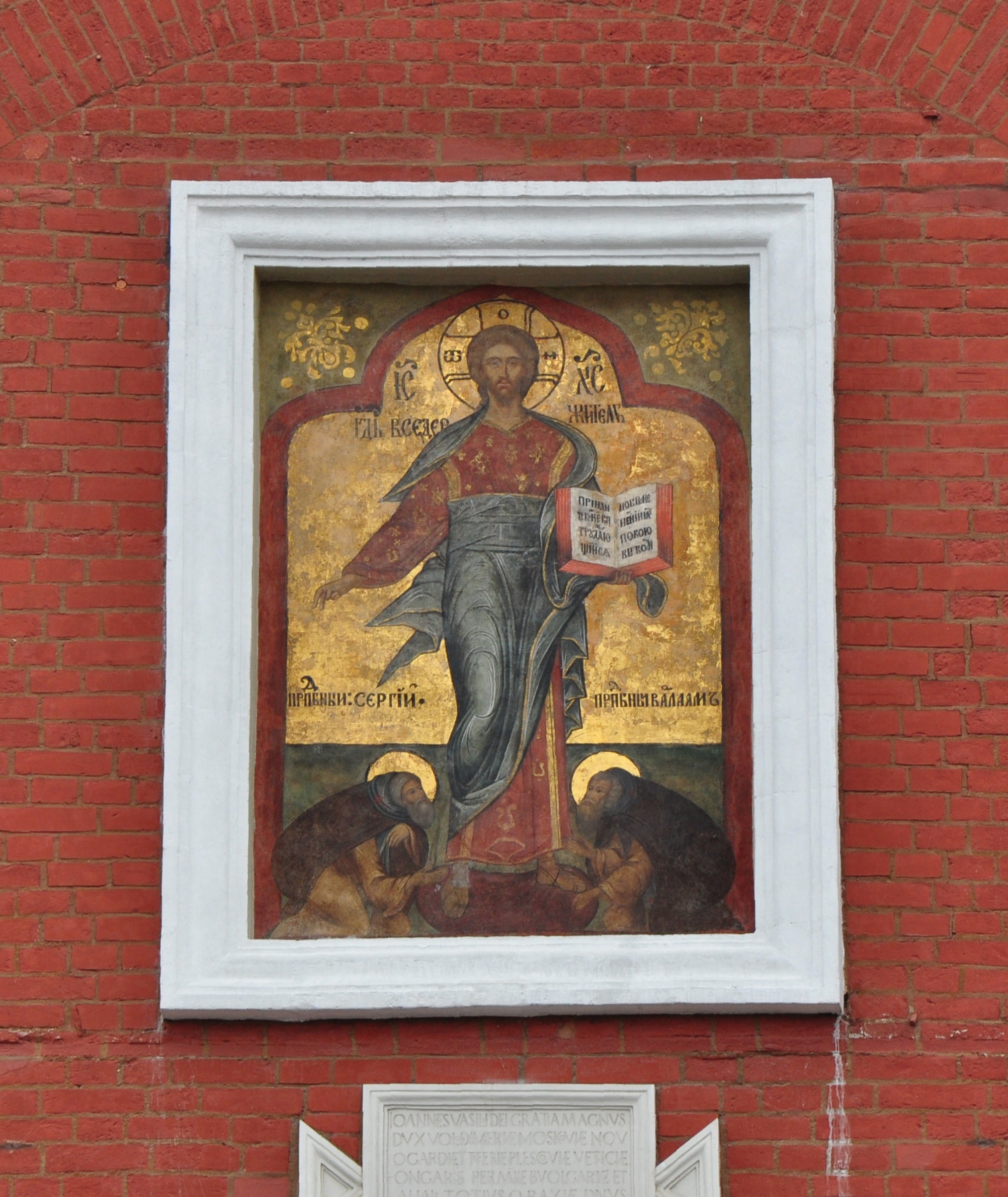
L'icona restaurata dello Spas Smolenskij, 2010.

All'inizio del XIX secolo, attorno al kiot dell'icona, sono state applicate immagini dello Spirito Santo sotto forma di colomba e sei serafini, nonché due angeli che reggono un rotolo con la scritta "Свят, Свят, Свят" (Svjat, Svjat, Sjat), ovvero "Santo, Santo, Santo", e altri due che sostengono la parte inferiore dell'icona. Colonne con capitelli corinzi furono poste ai lati della composizione. Lo storico Ivan Snegirëv sottolinea che durante l'occupazione del 1812, i soldati francesi cercarono di rubare la preziosa riza, ma ad ogni loro tentativo la scala si ribaltava o i suoi gradini si rompevano. Nel 1813 fu riparato il baldacchino sopra l'affresco. Nel 1851 e nel 1866, l'icona del Salvatore fu restaurata insieme al kiot. Durante il secondo restauro, l'icona è stata rimossa per essere ripulita e successivamente riapplicata; sopra le immagini di due angeli, fu posto un occhio della provvidenza con raggi divergenti sul frontone di una cornice di pietra bianca. Le colonne e le pitture murali disposte all'inizio del XIX secolo furono smantellate. Nel 1896 fu effettuato un nuovo restauro dell'immagine, durante il quale fu lavata la lettera, fu pulita la riza, la custodia dell'icona e la lanterna furono dorate e il baldacchino fu ridipinto.
Nel 1904, il sacerdote Ioann Kuznecov descrisse l'immagine come segue:
Per molto tempo, le icone delle torri Spasskaja e Nikol'skaja del Cremlino furono considerate perdute, ma non c'erano prove evidenti della loro eliminazione. Alcuni ricercatori hanno evidenziato che le icone sono state murate nel 1937 prima delle celebrazioni per il 20º anniversario della rivoluzione di ottobre.
Il 7 maggio 2000, il patriarca Alessio II ha consegnato al presidente Vladimir Putin delle copie a mosaico delle icone delle torri del Cremlino ricavate da fotografie e immagini antiche. Fu inizialmente pianificato pianificato di posizionarle in un posto vuoto sugli strel'nicy, ma tale idea non fu implementata. Sette anni dopo, il presidente Vladimir Jakunin della "Fondazione di Sant'Andrea il Primo Chiamato" propose di ripristinare le icone murate delle torri del Cremlino, per le quali un gruppo volontario iniziò ad operare con la collaborazione della fondazione. Nell'aprile 2010, i ricercatori dell'Amministrazione artistica interregionale del restauro scientifico hanno effettuati dei sondaggi stratigrafici delle pareti delle porte Nikol'skaja e Spasskaja. Secondo i risultati dell'11 maggio 2010, Jakunin confermò che le icone erano state coperte da una lastra di metallo e murate sotto uno strato di dieci centimetri di intonaco.
Il 5 luglio 2010 è stato completato lo smantellamento del rivestimento protettivo che nascondeva l'icona. L'immagine è stata preservata all'80% circa e consisteva in strati di periodi diversi. L'immagine più antica è stata applicata su uno sfondo giallo e successivamente su uno dorato. Lo strato della prima metà del XVIII secolo è stato realizzato con la tecnica dei murali a tempera. Una parte dello strato del XIX secolo è sopravvissuto, quando durante il restauro le pieghe delle vesti furono ridipinte con colori ad olio e lo sfondo è stato dorato. I restauratori hanno rimosso il dipinto ad olio, ma hanno mantenuto la doratura. Durante il lavoro, gli specialisti hanno utilizzato acquerelli e vernici acriliche, ripristinando in modo mirato i frammenti perduti.
Il 26 agosto dello stesso anno, una nuova immagine fu scoperta dai ponteggi e due giorni dopo, in occasione della festa della Dormizione di Maria, l'icona della porta fu consacrata dal patriarca Cirillo I alla presenza del presidente Dmitrij Medvedev. Un anno dopo, l'immagine è stata coperta con una cornice speciale formata da un kiot con vetro antiriflesso e dotata di un sistema di ventilazione.

### Spas NerukotvornyjePečerskaja Bogomater’

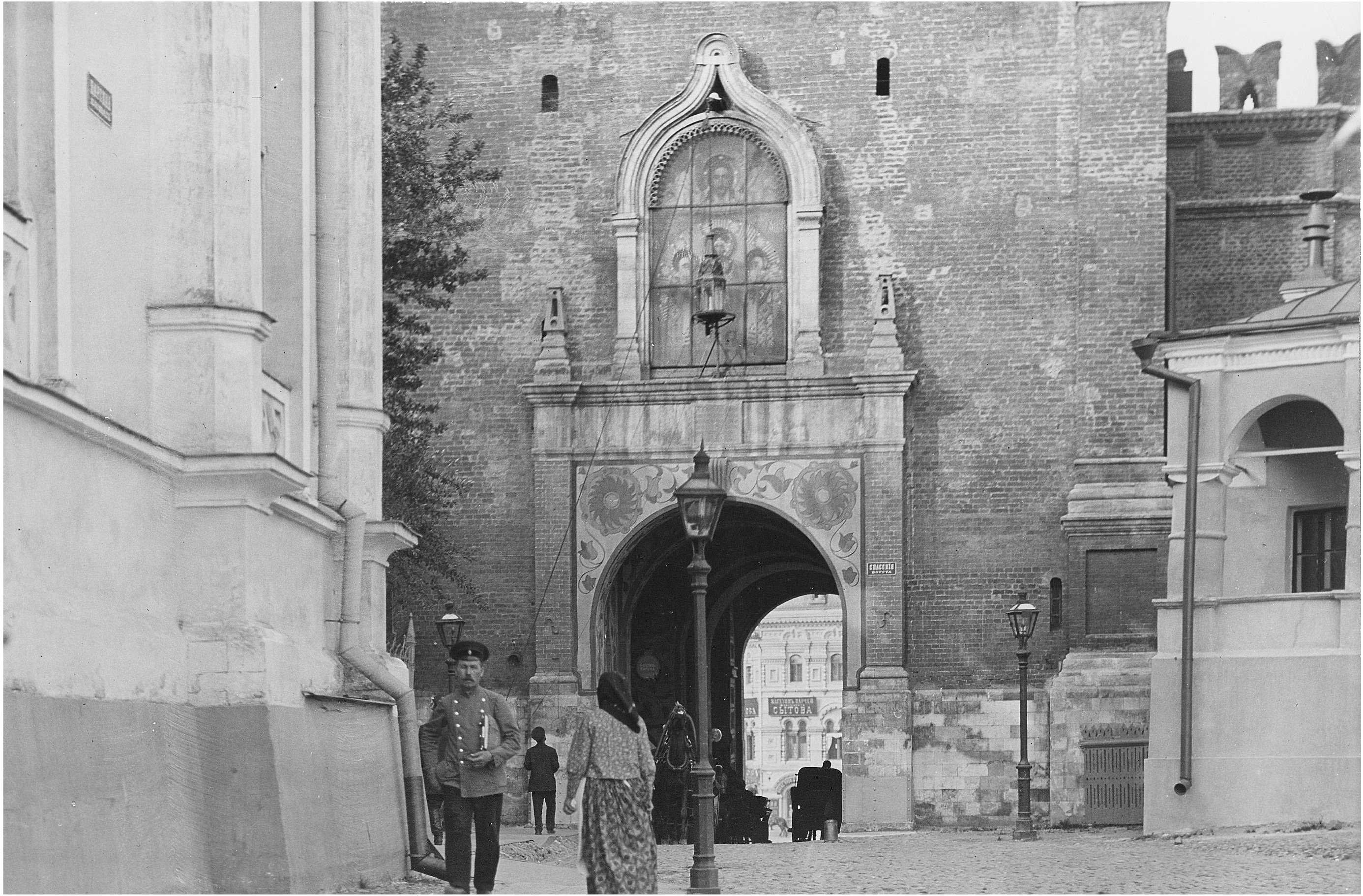
Icona dello Spas Nerukotvornyj e Pečerskaja Bogomater’, all'inizio del XX secolo.

Fino agli anni trenta, sul lato occidentale della Torre Spasskaja sopra le porte e una targa commemorativa, si trovavano l'icona dello Spas Nerukotvornyj ("Salvatore acheropito") e della Pečerskaja Bogomater’ (Madonna della grotta) con i santi Pietro e Alessio che le venivano incontro. Presumibilmente, l'icona della Madre di Dio è stata dipinta contemporaneamente allo Spas Smolenskij. L'icona del Salvatore acheropito fu consegnata da Vjatka (l'attuale Kirov) con decreto dello zar Alessio di Russia il 14 gennaio 1647. L'immagine originale fu collocata nel monastero Novospasskij e un spisok fu inviato a Chlynov. Una copia dell'immagine è stata dipinta sopra l'icona Pečerskij della porta Frolovskie sotto la guida del pittore dell'armeria Ivan Filatovič Jaroslavcev. Verso il XVIII secolo, furono posizionati davanti alle icone una lanterna per le candele dei pellegrini e un baldacchino di rame, le cornici furono incluse in un kiot e fu accesa una lampada inestinguibile davanti alle icone.
Nel 1768 le icone furono rinnovate e nel restauro del 1813, le colonne ai lati del kiot delle icone furono coperte con fogli di rame dorato. Durante il restauro del 1866, le immagini delle mura occidentali e orientali della torre furono pulite e nuovamente riposizionate, mentre i kiot furono decorati con finiture a chiglia.
Nel 1913, il protoiereo Nikolaj Skvorcov descrisse così le icone:

## Cappelle

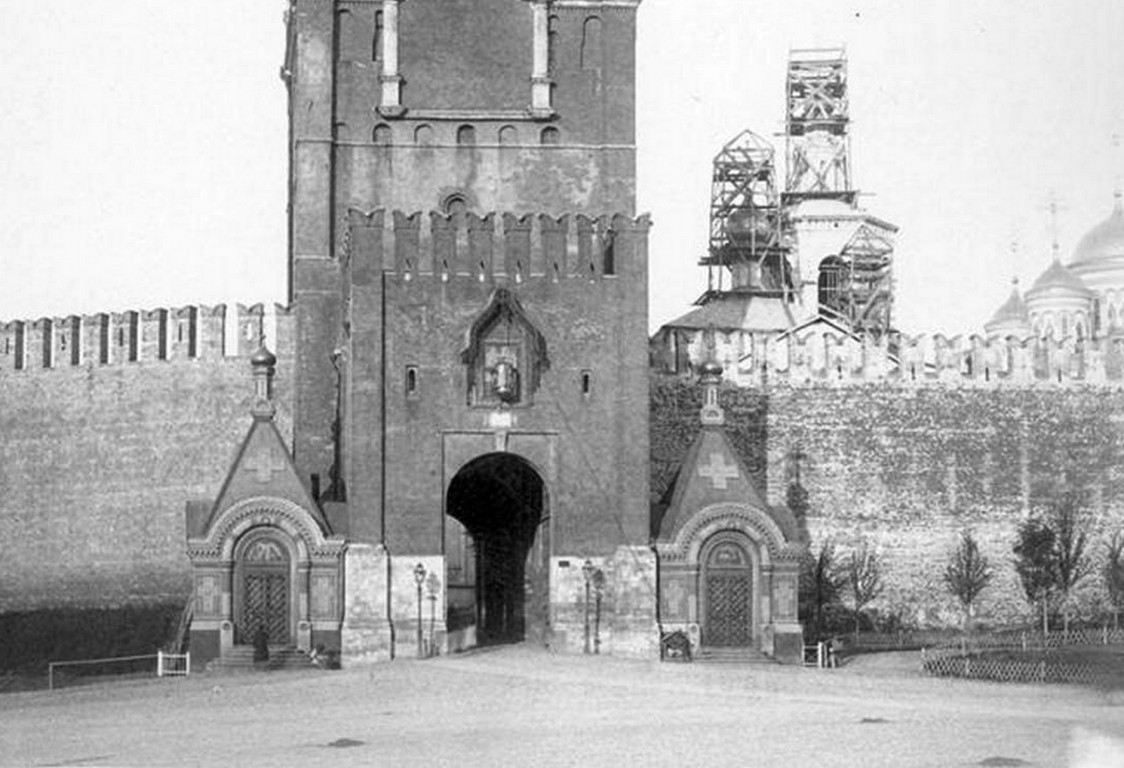
Le cappelle Smolenskaja e Spasskaja, 1883.

Nei dipinti e nelle opere con la Torre Spasskaja del XVII secolo, non sono presenti delle cappelle. Ma secondo il libro della costruzione del 1694, vicino al cancello vi era una molennaja, ovvero una piccola casa di preghiera simile ad una cappella, sotto la quale nel 1647 fu sepolto un "greco di terra macedone".  La cappella era sotto la giurisdizione del monastero dell'Intercessione, ma nel 1722 fu liquidata.
I moscoviti veneravano l'immagine di Cristo sulla Torre Spasskaja e le preghiere venivano regolarmente tenute davanti all'icona. Nel XVIII secolo, il clero del Monastero Pokrovskij organizzò le sessioni di preghiera sul ponte di fronte al cancello. Per proteggere i fedeli dalla pioggia, verso la fine del secolo fu costruita una cappella vicino alla parete destra della torre, che fu smantellata all'inizio del XIX secolo. Invece, nel 1802-1803, due cappelle di pietra simmetriche in stile neoclassico furono costruite ai lati del cancello: la Spasskaja e la Smolenskaja, appartenenti alla Cattedrale dell'Intercessione. Le molennye furono danneggiate durante l'occupazione francese del 1812 e dopo la liberazione della città furono ricostruite secondo nuovi progetti. Le strutture sporgevano quasi completamente davanti al cancello e si ergevano su alte piattaforme di pietra. Delle grate metalliche racchiudevano le aree davanti agli ingressi, dove si trovavano delle piccole scale di pietra. Le cappelle erano incoronate da cupole semicircolari verdi. Nel 1817, una piccola camera fu aggiunta alla cappella Smolenskaja.
Durante il restauro della Torre Spasskaja nel 1868, furono erette nuove cappelle in stile neorusso su progetto di Pëtr Gerasimov e furono, consacrate il 22 ottobre dello stesso anno.
Seconde alcune fonti, entrambe le cappelle furono demolite intorno al 1925, mentre altre riportano come anno il 1929.

## Francobolli

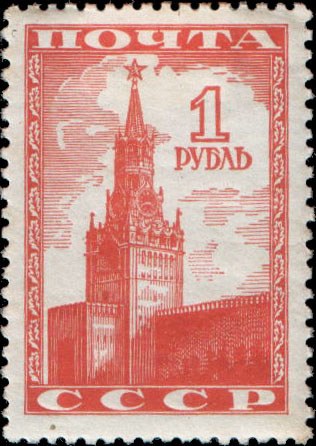
Francobollo sovietico del 1941.
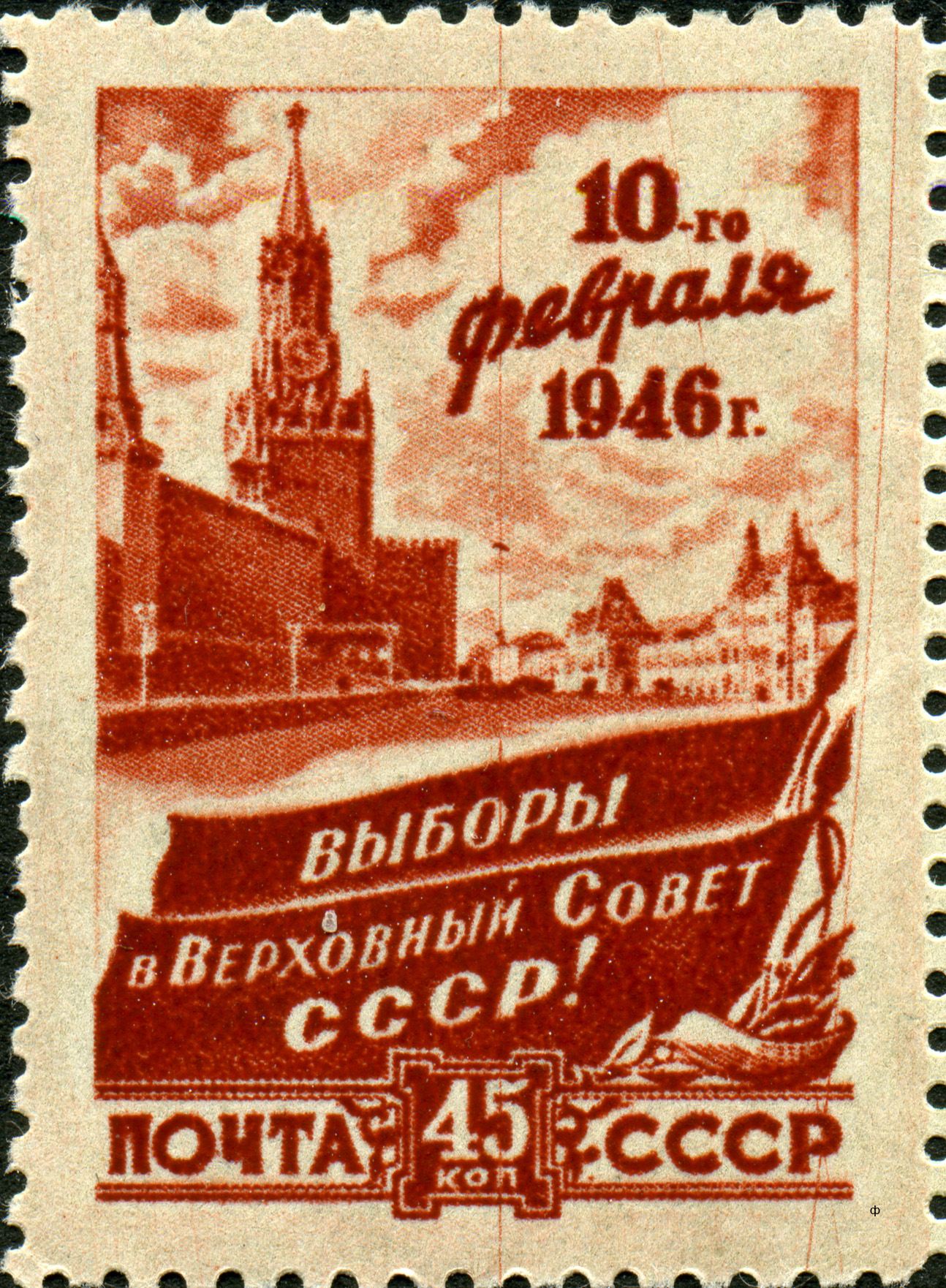
Francobollo sovietico del 1946.
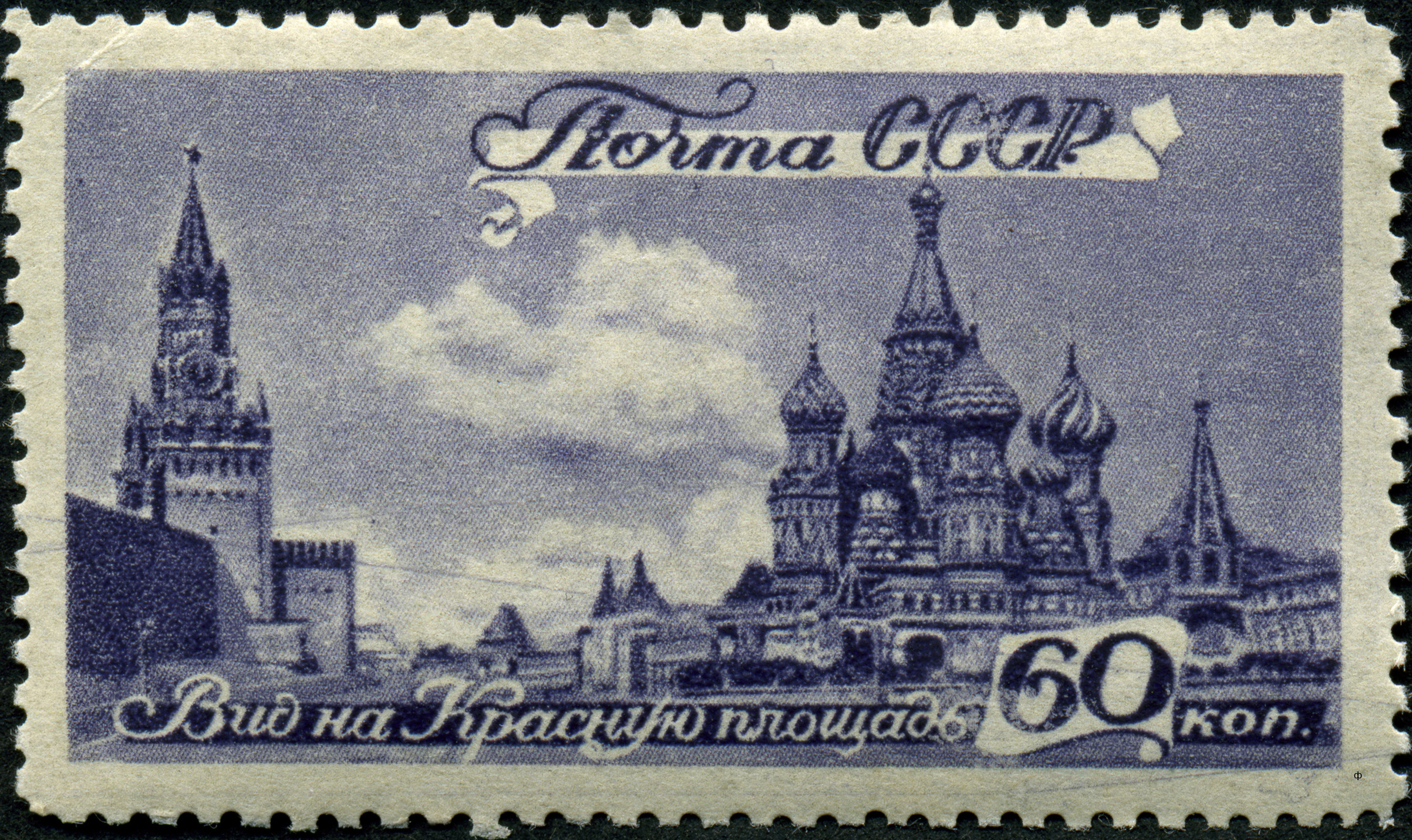
Francobollo sovietico del 1946.
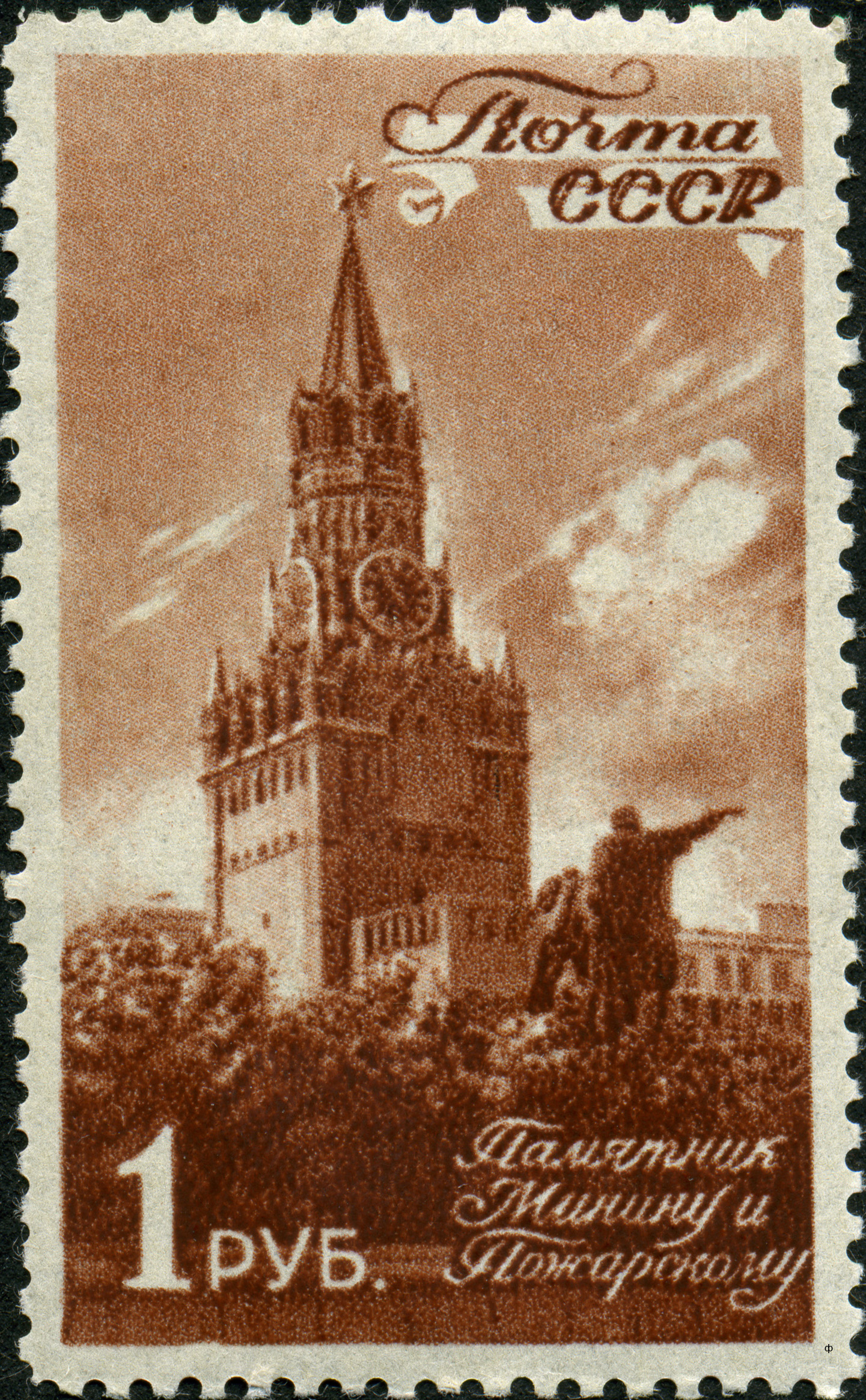
Francobollo sovietico del 1946.
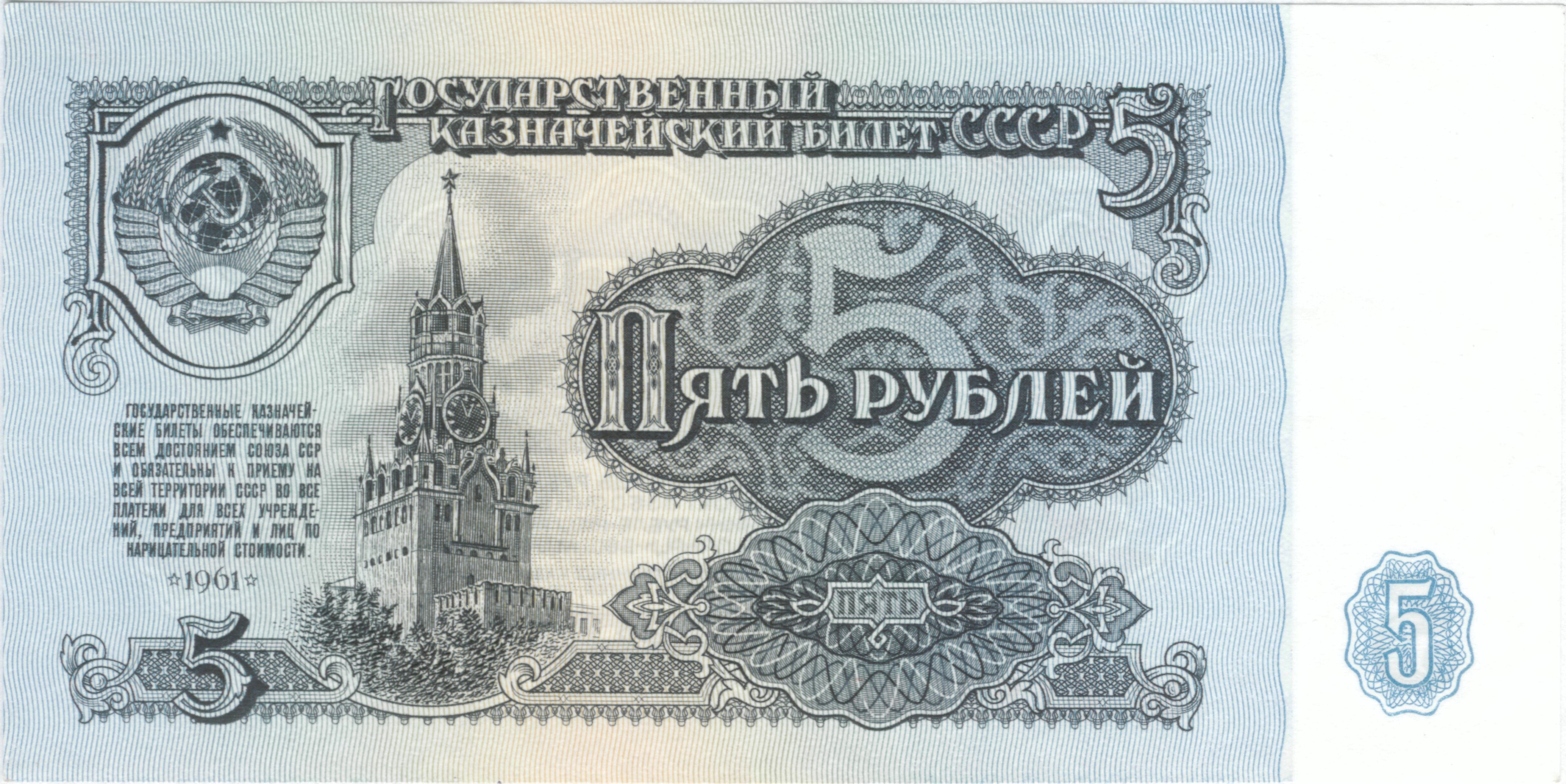
Banconota da cinque rubli, 1961.
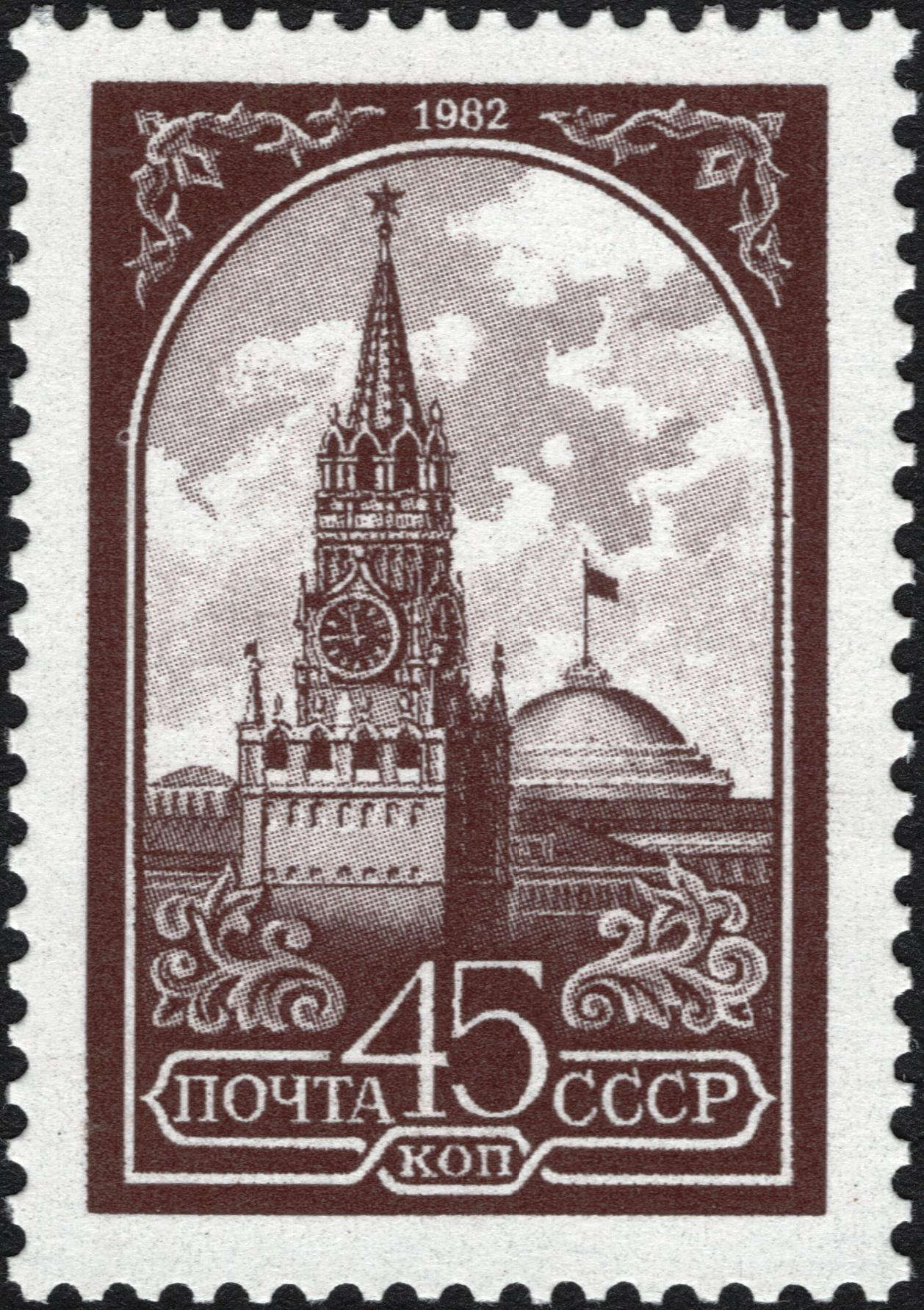
Francobollo sovietico del 1982.
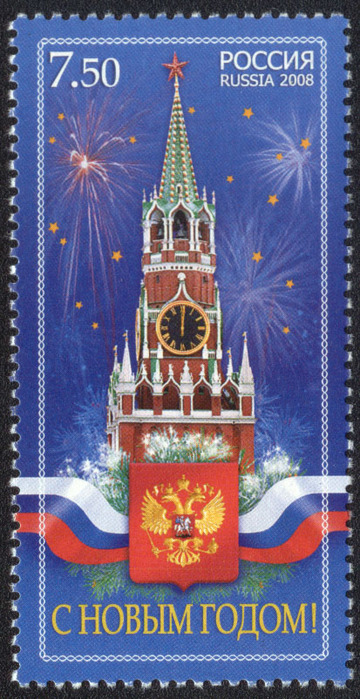
Francobollo postale russo del 2008.